# Orientalische Mauerwespe
Die Orientalische Mauer- oder Mörtelwespe (Sceliphron curvatum), auch Asiatische Lehmtopfwespe genannt, ist ein Hautflügler aus der Familie der Sphecidae, die zu den Grabwespen gezählt werden. Die Art war ursprünglich nur aus Nordindien und Nepal sowie Kasachstan bekannt, hat sich aber seit 1979 auch in Europa ausgebreitet. Sie baut charakteristische Brutzellen aus Lehm und anderen Materialien. Ein weniger bekannter Neueinwanderer ist die ähnliche Amerikanische Mauerwespe.

## Merkmale

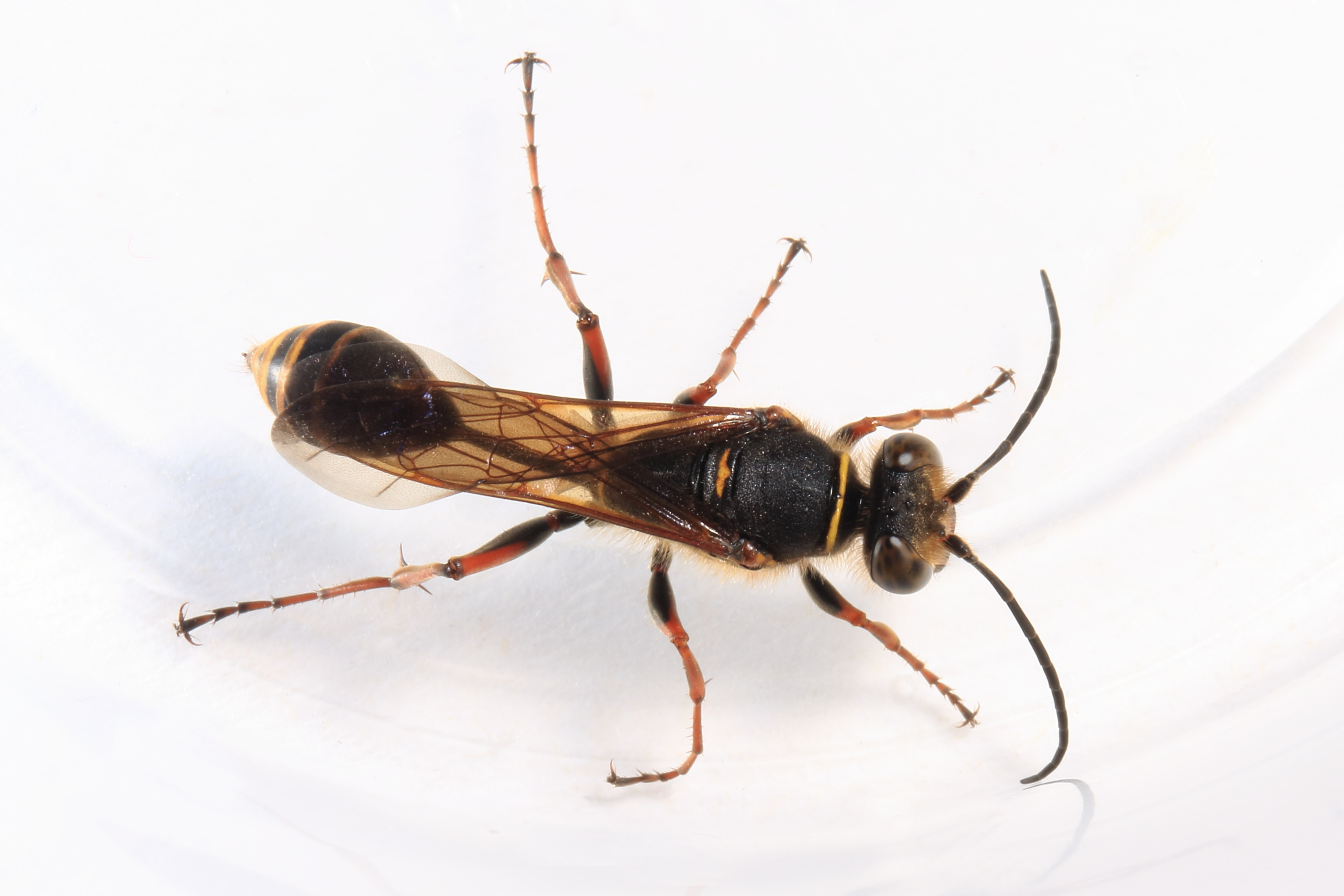
Draufsicht

Das Männchen der Art erreicht eine Körperlänge von 17 bis 20, das Weibchen eine von 13 bis 16 Millimetern, womit die Orientalische Mauerwespe eine vergleichsweise große Grabwespe ist. Der Körperbau ist wie bei allen Arten der Gattung recht schlank. Sie hat einen schmalen und vergleichsweise langen Petiolus, der genauso lang wie das Abdomen ist oder dessen Länge noch übertrifft. Der Petiolus verläuft bei dieser Art überwiegend gerade. Beim Weibchen ist das letzte Tergit abgerundet oder dreieckig geformt und mit einem Kiel versehen. Das erste Tergit besitzt dorsal betrachtet ein flaches Profil und erscheint zusätzlich zusammen mit dem zweiten aus lateraler Sicht in Form einer gleichmäßig gebogenen Linie. Das Mesonotum ist überwiegend matt und seine grobe Querrunzelung mit zahlreichen Punkten durchsetzt. Die Grundfarbe der Orientalischen Mauerwespe ist braun. Auf dem Clypeus, dem Pronotum, dem Scutellum, den Tegulae und dem Propodeum vor dem Petiolus befindet sich jeweils ein gelber Fleck auf den oberen Mesopleuren, zwei weitere erscheinen in derselben Farbe. Die gelben Farbanteile können je nach Individuum variieren und gerade beim männlichen Tier schwächer ausgeprägt sein. Daneben gibt es auch rotbraune Farbanteile, diese nehmen besonders den Großteil der Beine ein und sind ansonsten auch noch auf den Endbinden auf allen Tergiten und Sterniten vorhanden. An den Beinen und am Abdomen befinden sich zitronengelbe Zeichnungselemente. Die abstehende Gesichtsbehaarung ist dunkel.

### Ähnliche Arten
Die Orientalische Mauerwespe ähnelt besonders der nah verwandten Art Sceliphron deforme, unterscheidet sich von dieser aber durch den gelben Fleck auf dem Clypeus, der bei S. deforme deutlich ausladender ist, während dieser bei der Orientalischen Mauerwespe lediglich auf das Zentrum des Clypeus beschränkt ist. Weitere Unterscheidungsmerkmale sind der bei S. deforme stärker gebogene Peliotus und teilweise auch die Beinfärbung, die beim Männchen von der Schwesterart auch schwarz ausfallen können. Von den anderen in Europa vorhandenen Arten der Gattung Sceliphron unterscheiden sich beide Arten durch die rotbraune Beinzeichnung und die rotbraunen Tergitendbinden.

## Vorkommen
Die Orientalische Mauerwespe war ursprünglich vom Norden Indiens und Nepal bis nach Kasachstan verbreitet. Sie wurde jedoch auch in Südost-, Süd- und Mitteleuropa eingeschleppt und hat sich dort erfolgreich etabliert (s. Kapitel Ausbreitung in Europa). Die Art bevorzugt bedingt durch ihre Entwicklungsweise die Nähe von menschlichen Siedlungen. Man spricht dabei von Synanthropie.

### Ausbreitung in Europa
Der erste Fundort der Art in Europa war die Steiermark in Österreich, wo das erste Exemplar 1979 gesichtet wurde. Seitdem hat sich die Orientalische Mauerwespe in Österreich und über andere Länder des Kontinents ausgebreitet, so wurden 1995 Funde aus Slowenien und aus dem westlichen Teil Ungarns und 1996 auch aus Kroatien bekannt. 1997 gab es auch erste Sichtungen der Orientalischen Mauerwespe aus Serbien und aus Bulgarien. In der Schweiz war es ein zunächst nicht gleich der richtigen Art zugeordneter Fund aus dem Kanton Neuenburg, der das Auftreten der Art anzeigte. In Italien ist die Art seit 1998 nachgewiesen, wo sie besonders im  Norden und südlich bis zur Emilia-Romagna und Rom auftritt. 2001 erreichte Sceliphron curvatum Griechenland. Seit 2002 werden Funde der Orientalischen Mauerwespe gelegentlich auch in Deutschland gesichtet. Fundorte waren bislang die Bundesländer Baden-Württemberg (hier erstmaliger Fund der Art in Deutschland in Freiburg), Bayern, Hessen, Nordrhein-Westfalen, Sachsen und Berlin. Im gleichen Jahr gab es auch Nachweise der Art auf dem Festland Frankreichs und 2004 weitere von der französischen Insel Korsika.
Die Ausbreitung der Orientalischen Mauerwespe und anderer Arten der Gattung ist bis heute nicht gänzlich erforscht. So ist auch unklar, wie die Art nach Europa gelangte. Man vermutet, dass dies über verschiedene Wirtschaftswege geschah, bzw. dass die Larven auf Transportwegen nach Europa gelangten. Eine weitere Theorie wäre, dass die Imagines den Weg selbständig nach Europa fanden. Dies rührt daher, dass sich die Art zuerst im Süden und Osten Europas und somit in den Teilen des Kontinents ausbreitete, die am nächsten an ihrem ursprünglichen Verbreitungsgebiet liegen. Eine dritte Annahme wäre, dass die Imagines als solche auch durch Kraftfahrzeuge mitgeschleppt wurden, da solche vermehrt an Fahrzeugen gesichtet wurden, die zuvor im ursprünglichen Verbreitungsareal genutzt und nach Europa gefahren wurden. Eine Verdrängung autochthoner Hymenopteren durch diese invasive Art kann nicht ausgeschlossen werden, ließ sich aber Stand 2019 zumindest in der Schweiz nicht belegen.

## Lebensweise
Die Orientalische Mauerwespe lebt gerne in der Nähe von menschlichen Ansiedlungen. In der Natur werden besonders vom Regen geschützte Areale für die Brut in Anspruch genommen. Die Art hat überwiegend nur eine Generation pro Jahr (univoltin). Sie ist zumindest in Europa je nach Fundort von März bis nach August, meist aber zwischen Anfang Juni und Ende Juli auffindbar. Die erwachsenen Tiere (Imagines) ernähren sich wie bei Grabwespen üblich durch Nektar von Blüten und nicht wie die  Larven karnivor.

### Entwicklung
Die Entwicklung der Orientalischen Mauerwespe verläuft ähnlich wie bei anderen Grabwespen und gliedert sich in mehrere Phasen. Innerhalb des Winters entwickeln sich die Wespen über die Larvenstadien und das Puppenstadium bis in das Frühjahr des folgenden Jahres.

#### Herstellung der Brutzellen

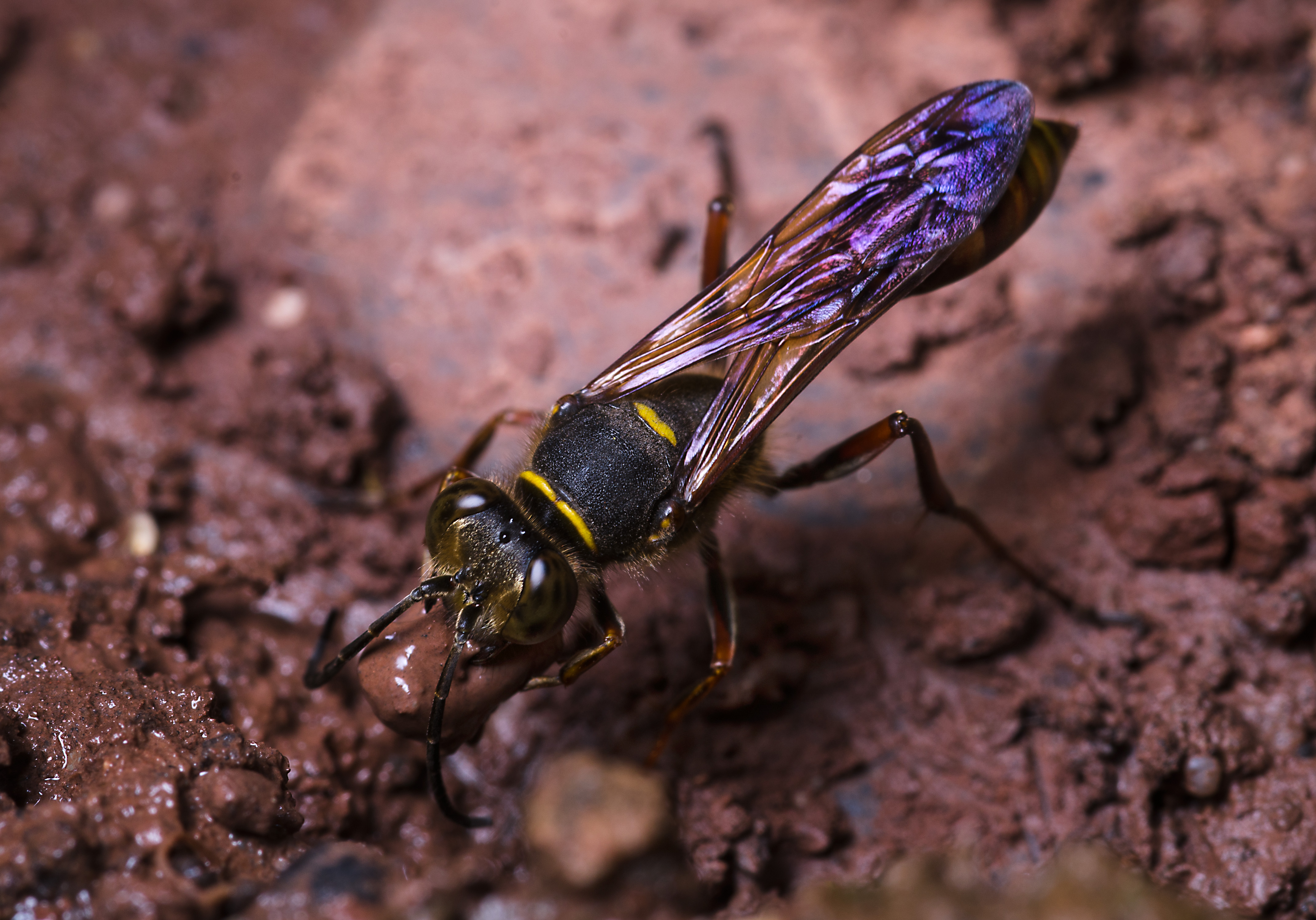
Orientalische Mauerwespe beim Sammeln von Baumaterialien für eine Brutzelle

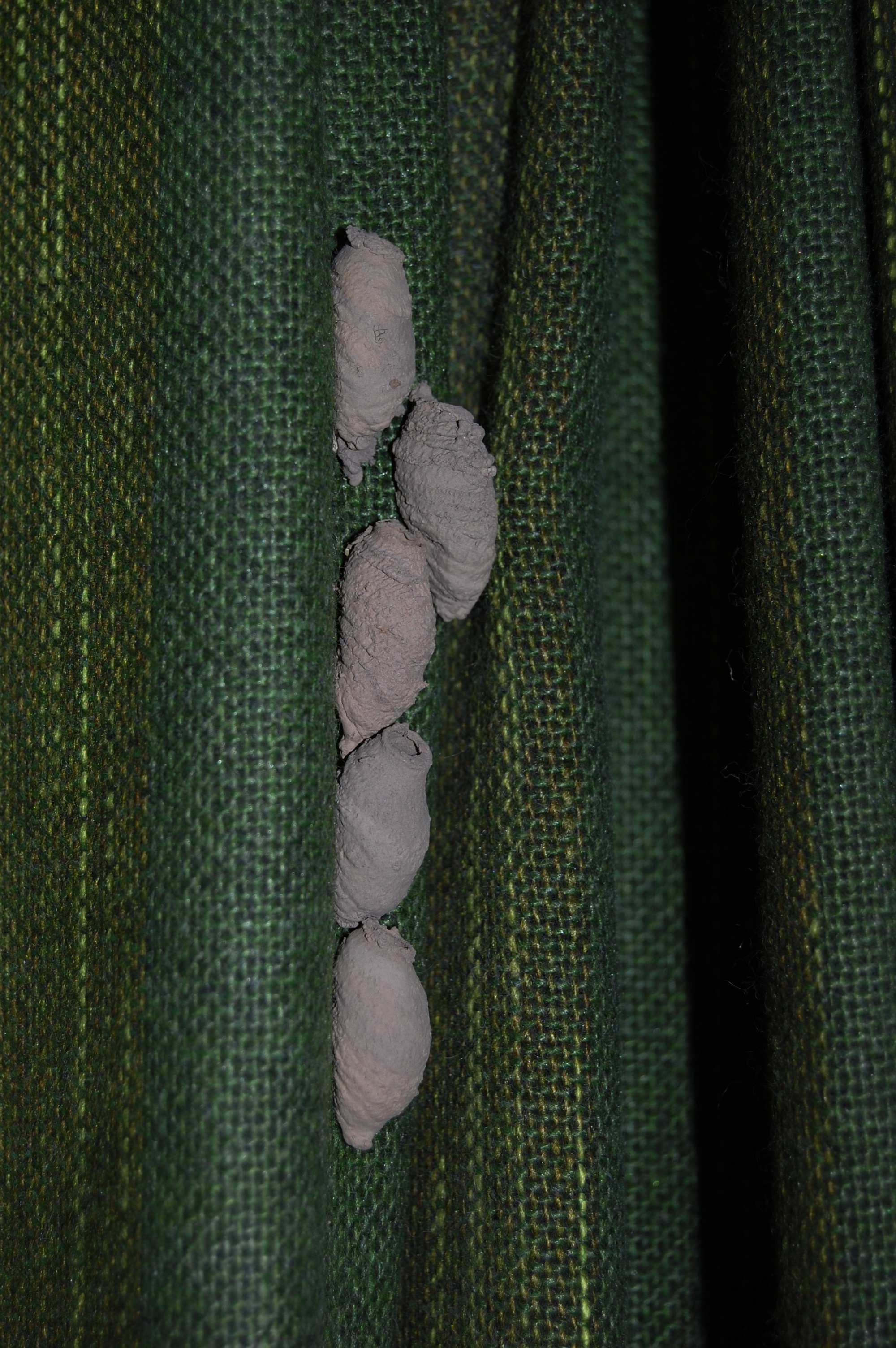
Eine Gruppe von fünf Brutzellen an einem Vorhang, davon die drei oberen bereits verschlossen.

Wie alle Arten der Gattung fertigt das Weibchen Brutzellen in Form von Lehmtöpfen an. Im Unterschied zu den anderen in Europa vorkommenden Arten werden die einzelnen Töpfe jedoch nicht mit einer weiteren Lehmschicht überbaut, sondern bleiben als solche freiliegend. Zuerst wird an die Fläche, auf der die Lehmtöpfe befestigt werden sollen, ein Untergrund aus meist anthropogenen Substanzen, darunter Porozell, Bakelit, Papier (Material beispielsweise aus Büchern oder Tapeten), seltener Ziegelstaub oder Kunstmarmor geschaffen. Als Herkunftsort der Bausubstanz für die Lehmtöpfchen sucht die Wespe dann geeignete Standorte, darunter Uferränder von Tümpeln und ausdauernden Pfützen auf Makadamwegen, beregnete Baustellen oder Ränder von Lehmgruben auf. Eine Speichelzugabe zu dem Baumaterial erfolgt anscheinend nicht, weshalb eine gewisse Feuchtigkeit der gesammelten Materialien ausschlaggebend für die Eignung als Baustoff ist. Gesammeltes Material wird sowohl vor Ort als auch am Bauplatz der Brutzellen geknetet und geformt und anschließend an die Unterlage angepasst und aufgetragen. Eine Zelle besteht aus neun bis fünfzehn einzelnen Lehmklumpen. Der Bau einer einzelnen Zelle kann abhängig von Materialangebot, Wetterlage und möglichen Störungen bis zu zwei Tage in Anspruch nehmen. Die elliptisch bis birnenförmig geformten Lehmtöpfe werden in beachtlich hoher Zahl (meist 5 bis 22, laut Beobachtungen manchmal auch 30 bis 85) parallel, bzw. horizontal oder vertikal aneinandergereiht und sind meist einheitlich in eine Richtung ausgeprägt. Sie sind fein strukturiert, besonders der später folgende Deckel. Wasser kann diese Strukturen leicht auflösen. Daher werden menschliche Behausungen, bevorzugt Dachböden von Wohnhäusern oder Garagen und Scheunen  genutzt, die einen geeigneten Schutz vor Regen und Nässe bieten. Das erklärt auch die synanthropische Lebensweise. Die hohe Anzahl der Lehmtöpfe wird mit deren Empfindlichkeit gegenüber Wasser erklärt. Dementsprechend werden diese in freier Natur an geeigneten wassergeschützten Stellen angefertigt. In eine Zelle wird jeweils ein Ei gelegt. Mit dem gesamten Fertigungsprozess nutzt die Wespe die Zeit zwischen Sonnenaufgang und kurz vor Sonnenuntergang, bei geeignetem Wetter auch bis in die Dämmerung.

#### Beutefang von Spinnen für den Nachwuchs

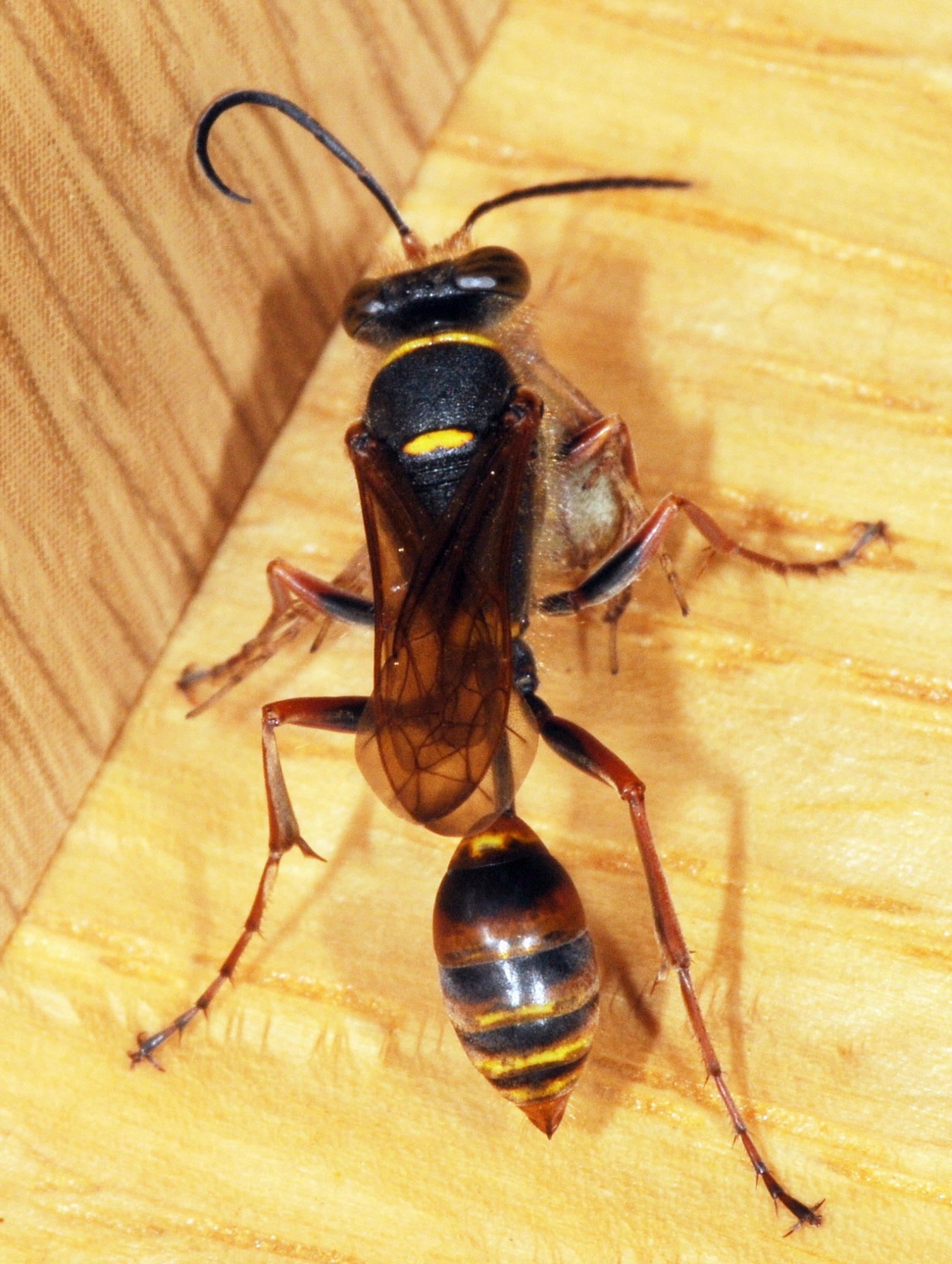
Wespe mit erbeuteter Spinne

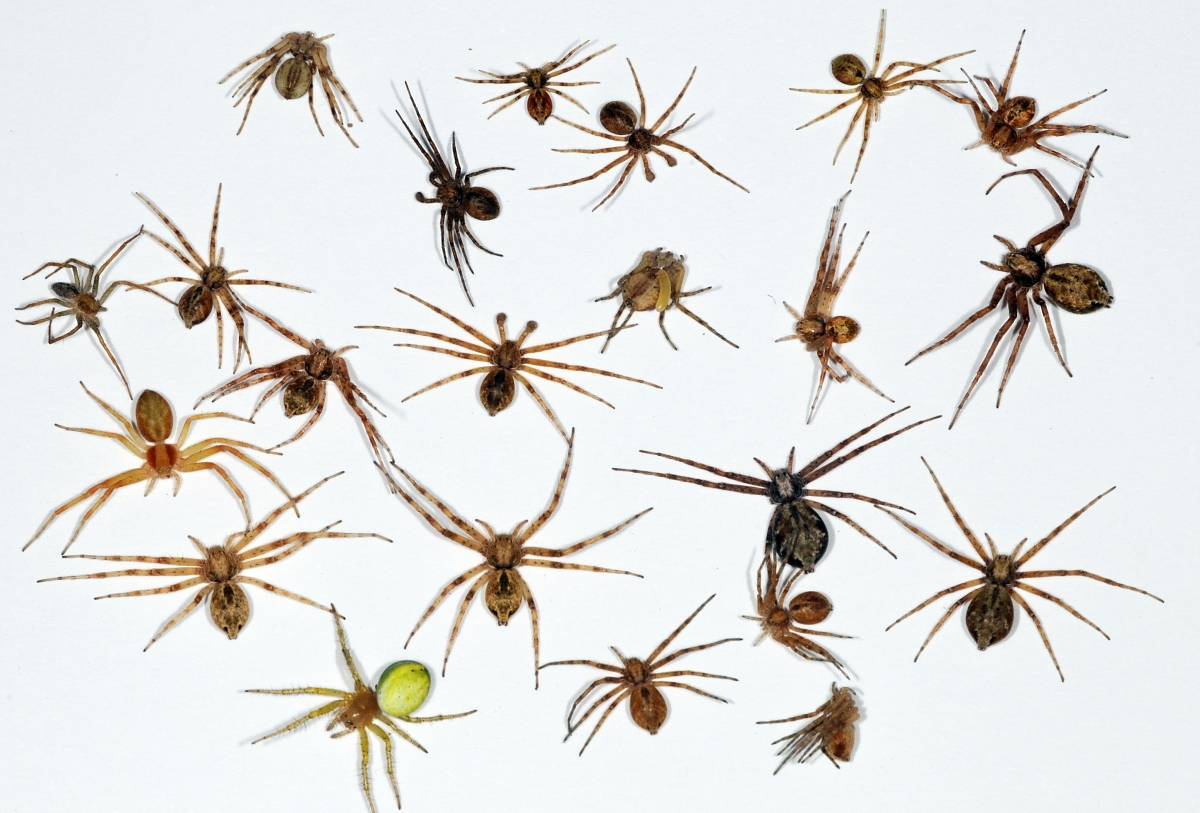
Alle gelähmten Spinnen aus einer Brutzelle

Wie bei allen Grabwespen jagt ein begattetes Weibchen der Orientalischen Mauerwespe lebende Beutetiere für die nachfolgende Generation. Hier werden kleine bis mittelgroße Spinnen verschiedener Familien erbeutet. Das Weibchen führt einen Suchflug durch, indem es in einem Zick-Zack-Muster auf und ab fliegt. Wird eine geeignete Spinne gesichtet, nähert sich die Wespe dieser im Sturzflug und versetzt ihr innerhalb weniger Sekunden einen lähmenden Stich. Beobachtet wurde in Europa beispielsweise der erfolgreiche Fang von Exemplaren der Gehörnten Kreuzspinne (Araneus angulatus), der Kürbisspinne (Araniella cucurbitina), der Grünen Krabbenspinne (Diaea dorsata), der Herbstspinne (Metellina segmentata), der Spaltenkreuzspinne (Nuctenea umbratica) und der Mauer-Zebraspringspinne (Salticus scenicus). Einmal gelähmt, wird die Spinne in mehreren Flugsprüngen oder im Freiflug und gehalten von den Mandibeln und den Vorderbeinen einzeln in die Brutzelle getragen. Der Kreislauf der Spinne wird infolge des Lähmungsgiftes sehr reduziert. Dadurch wird einerseits der Sauerstoffverbrauch der noch immer atmenden Spinne innerhalb der später geschlossenen Zelle reduziert und anderseits ermöglicht dies eine längere Haltbarkeit des zum Verzehr durch die Larve vorgesehenen Beutetieres. Nach der Betäubung ist die Spinne abgesehen von gelegentlich auftretenden Vibrationen der Beine vollständig bewegungsunfähig. Dennoch sind ihre Gliedmaßen sehr entspannt, was die Einfuhr von weiteren Spinnen in eine einzelne Zelle ohne Komplikationen ermöglicht. Die Anzahl der gejagten Spinnen kann pro Brutzelle acht bis fünfzehn betragen. Dadurch kann im Hinblick auf die große Zahl von Brutzellen die Menge der Beutetiere sehr hoch ausfallen. Insgesamt 30 Spinnen kann die Wespe pro Tag erlegen. Dabei wird immer zuerst die Brutzelle mit Spinnen versehen, die zuletzt gefertigt wurde. In eine mit ausreichend Spinnen versehene Zelle wird ein Ei gelegt und anschließend mit einem Deckel verschlossen. In einem gewissen Zeitraum werden vollendete Brutzellen repariert, sollten sie beschädigt sein.

#### Eigenschaften des Eis

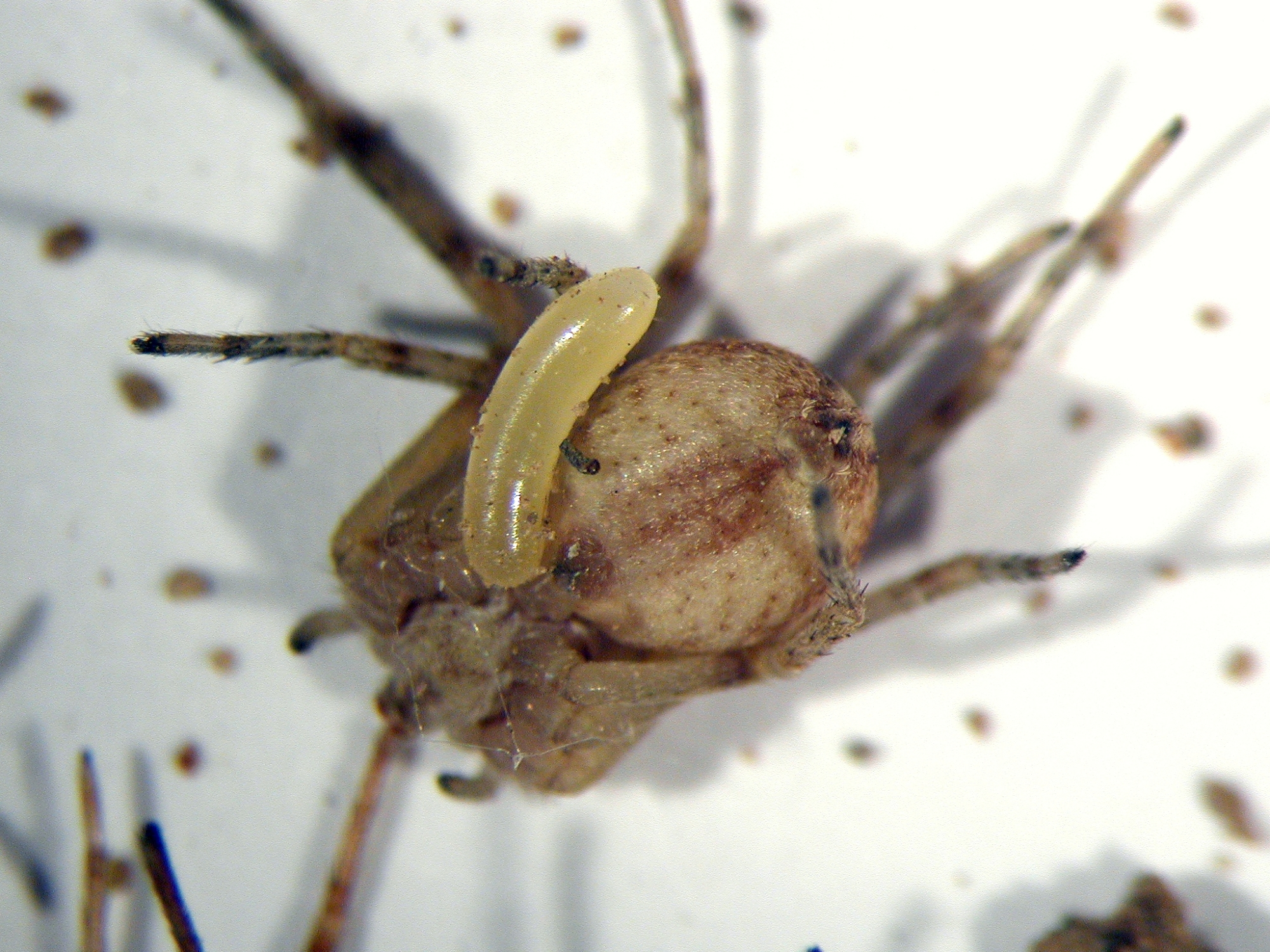
Ei der Orientalischen Mauerwespe auf einer zuvor gelähmten Spinne

Das Ei ist sehr elastisch, konkav geformt, meist 3,2 Millimeter lang und wird leicht schräg unterseitig zwischen Fächerlungenstigma und Hüftansatz des Opisthosomas von einer der betäubten Spinnen abgelegt und mit einem farblosen Sekret an dieser befestigt. Das Ei ist überwiegend strukturlos gestaltet, wobei jedoch im Nahbereich beider Eispitzen die Oberfläche unregelmäßig und rau ist. Durch das fettige Sekret sind außerdem strukturartige Spiegelungen erkennbar. Am spitzen Ende des Eis ist ein dunkel gefleckter, winziger und unscharf begrenzter Fleck zu erkennen, der möglicherweise wie eine Mikropyle funktioniert. Das gesamte Ei ist mit zwei ebenso elastischen Eihüllen überzogen. Der Schlupf der Larven erfolgte bei Beobachtungen drei bis fünf Stunden nach dem Auffüllen mit den Beutespinnen und mindestens drei Stunden nach dem Verschließen der Brutzellen.

#### Entwicklung der Larve

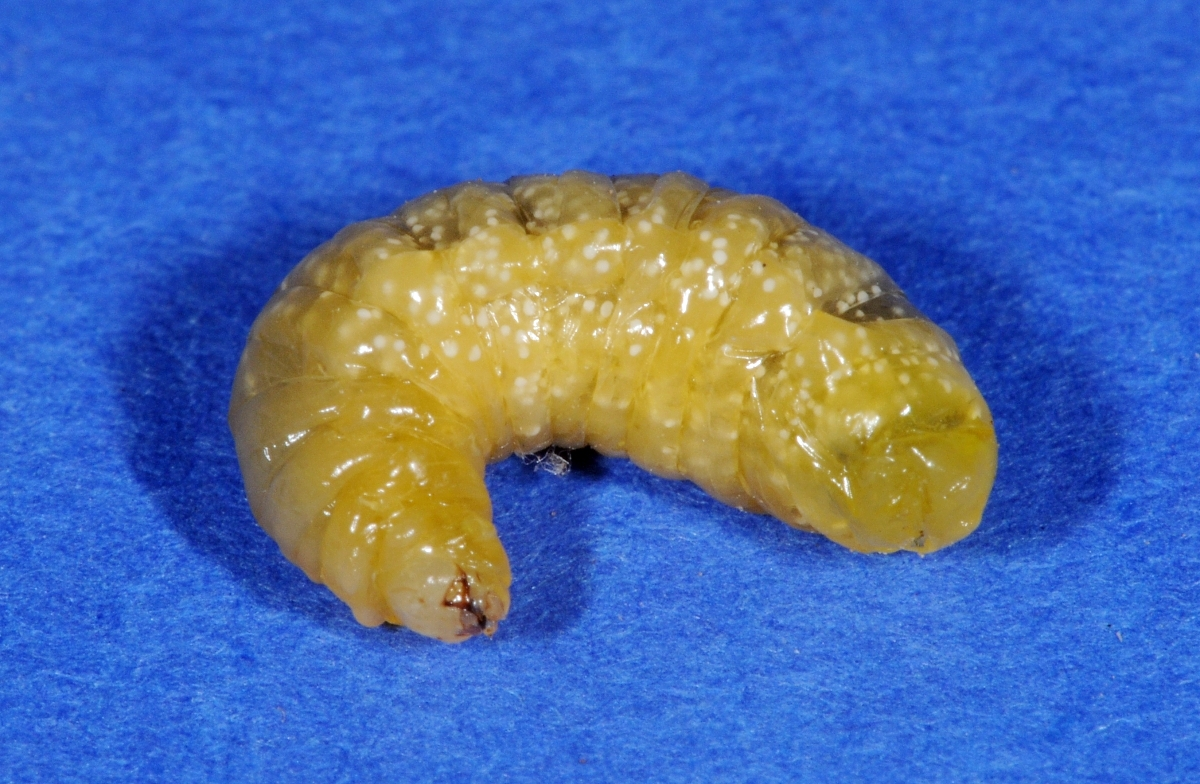
Larve

Die geschlüpfte Larve durchläuft drei Larvenstadien. Sobald sie aus dem Ei geschlüpft ist, legt sie sich mit der Innenseite ihrer Körperkrümmung eng an das Opisthosoma der Spinne, auf der ihr Ei abgelegt wurde. Mithilfe der Mundwerkzeuge an ihrer Kopfkapsel beginnt die Larve sich in den Körper der Spinne zu graben und beginnt diese aufzusaugen, indem sie durch das Graben immer mehr Körpersubstanz der Spinne erreicht und anschließend durch das Saugen aufnimmt. Dabei sind durch den ganzen Körper verlaufende peristaltische Bewegungen zu verzeichnen. Am vierten Tag besitzt die Larve eine kommaförmige Gestalt, eine Körperlänge von etwa 2,6 Millimetern und eine weißlich bis hellgelbe Grundfärbung. Ihr Körper besteht aus mehreren Segmenten, die jeweils wulstartig erhoben erscheinen. Ist eine Spinne aufgefressen, beginnt die Larve die nächste zu verzehren. Das zweite Larvenstadium ist etwas größer als das erste und besitzt stärker ausgeprägte Mundwerkzeuge sowie einen Haftapparat. Die Grundfarbe bleibt jedoch dieselbe und mit Ausnahme kleiner Punkte auf dem Körper der Larve existieren noch keine Chitinstrukturen. Im dritten Larvenstadium ändert sich die Grundfärbung ebenfalls nicht, allerdings ist die Kopfkapsel hier blassgelb und an der Stirn mit zwei hellgrauen und zwei weiteren hellbraunen Streifen versehen. Die teils hell- und dunkelbraunen Mundwerkzeuge sind hier bereits als Mandibeln erkennbar und erscheinen deutlich stärker ausgeprägt als bei den vorherigen Stadien. Hinsichtlich ihrer Größe füllt die Larve im dritten Stadium die Brutzelle fast restlos aus. Die Larve frisst in den meisten Fällen alle Spinnen innerhalb ihrer Brutzelle auf und verpuppt sich nach ausreichender Nahrungsaufnahme anschließend.

#### Verlauf der Verpuppung

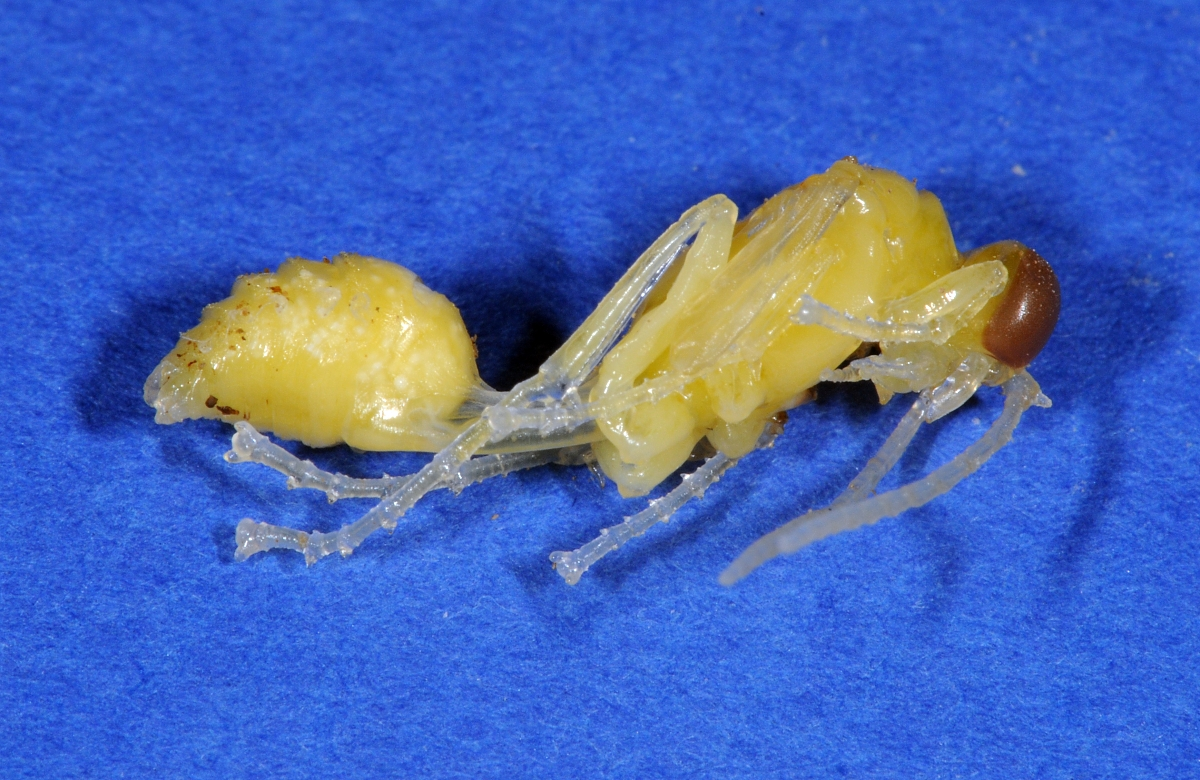
Puppe

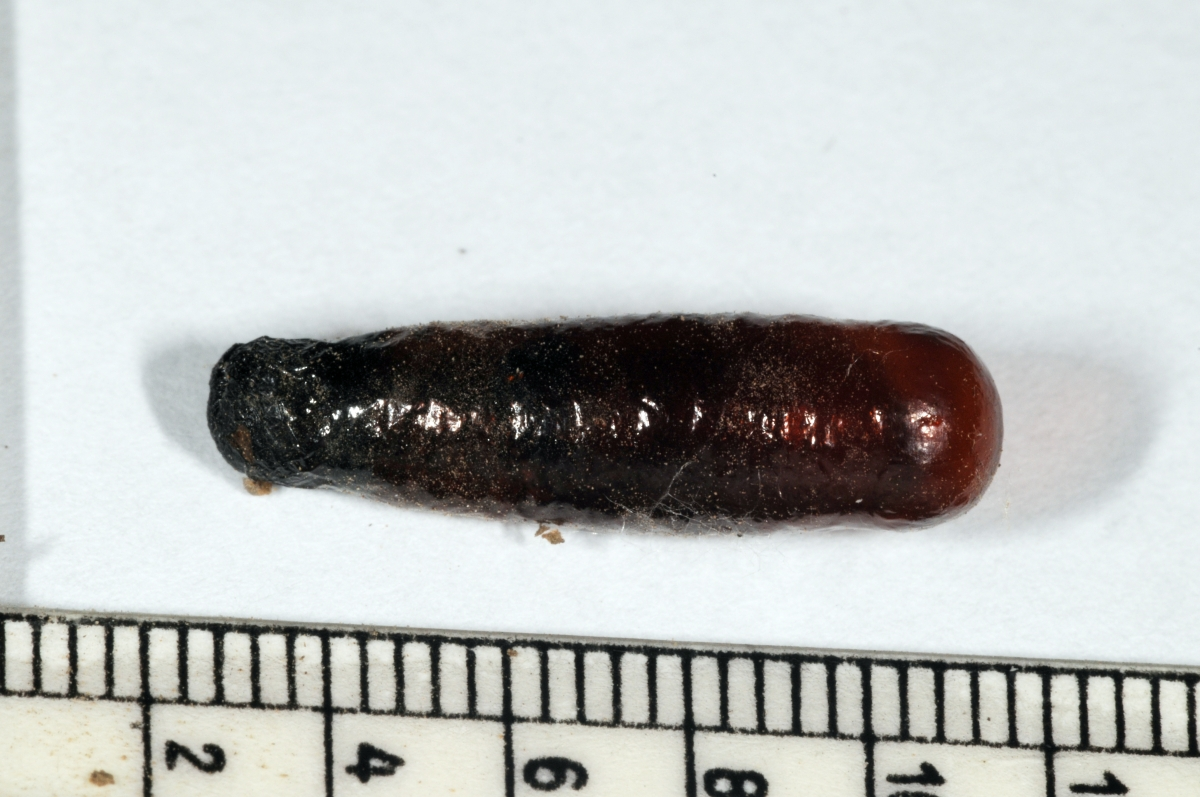
Puppenhülle

Die rotbraune Puppe der Orientalischen Mauerwespe hängt in der Lehmzelle an einem lockeren und weißlichen Gespinst. Versehen ist sie basal mit einer schwarzen Kapsel und weißen, kommaförmigen Ausscheidungen der vorherigen Larve. Die Färbungen und die zellophanartige Auskleidung der Kapsel entstehen durch das Überstreichen eines netzartigen Gerüsts mit einem flächendeckend aufgetragenen und wachsartigen Sekret. Die eigentliche Puppe besitzt eine Länge von 12 bis 18 Millimetern und ein Gewicht von 0,0164 bis 0,2 Gramm. Sie ist anfangs weiß und hat farblose Extremitäten. Später wird sie zunehmend rotbraun, womit sie der Färbung der Imagines näherkommt. Auch sind braune Zeichnungen durchscheinend sichtbar. Die Puppe besteht aus einer leicht zerbrechlichen Netzhaut. Die Larvenhaut ist am Ende der Puppe lateral befestigt. Nach erfolgreicher Verpuppung, die frühestens im Mai endet, beißt die Imago den Deckel der Brutzelle auf und verlässt diese. Sollten einige Spinnen nicht im Larvenstadium aufgenommen worden sein, kommen diese im vertrockneten Zustand in der Lehmzelle zum Vorschein. Sollte eine Larve oder eine Puppe ihre Metamorphose nicht erfolgreich überstehen, vertrocknet diese und stirbt schließlich.

## Orientalische Mauerwespe und Mensch

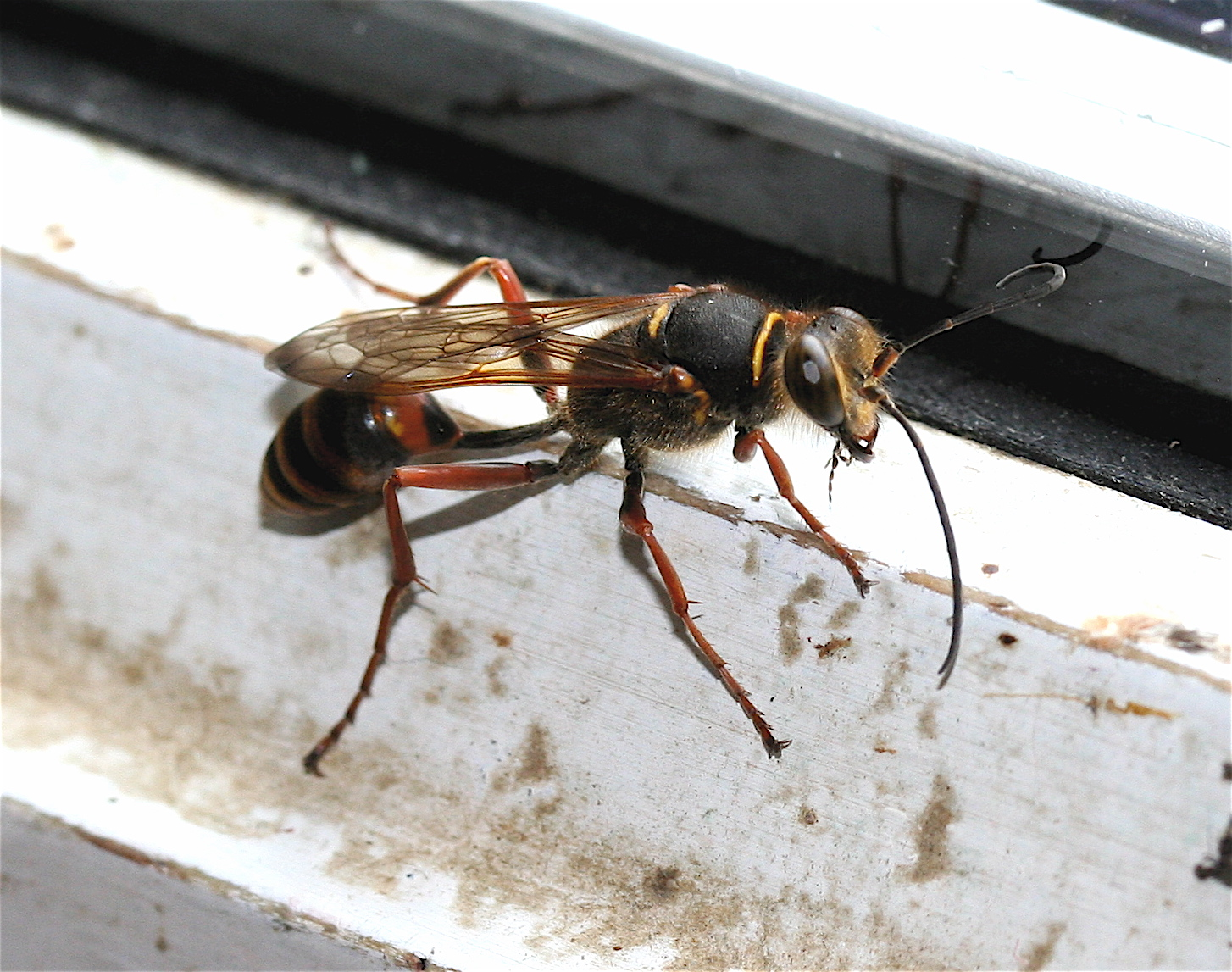
Orientalische Mauerwespe in einer Wohnung

Besonders ihr gelegentlich massenhaftes Auftreten infolge ihrer Verbreitung, ihre für Wespen beachtliche Größe und ihre bevorzugte Nähe zu menschlichen Siedlungen haben bei den Medien und durch ihre Berichte einiges an Aufregung verursacht. Angriffe der Wespe auf Menschen wurden jedoch bislang nicht beobachtet. In einem Fall meldete eine Zahnarztpraxis Ausfälle von Apparategehäusen und elektronischen Leitungen durch einige darin angelegte Brutzellen. Vor dem Bekanntwerden ihres Vorkommens in Europa wurden die charakteristischen Brutzellen bereits mehrfach gesichtet, jedoch nicht als artspezifisch für die Orientalische Mauerwespe erkannt. Wie alle Wespen kann die Mauerwespe stechen, tut dies jedoch nur wenn man sie drückt oder anderweitig extrem reizt. Sie ist auch weit weniger aggressiv als andere Arten und flieht bei einer Begegnung mit Menschen eher, als anzugreifen.

## Systematik
Die Orientalische Mauerwespe wurde 1870 von Frederick Smith als Pelopaeus curvatum erstbeschrieben. Später wurde sie der Gattung Sceliphron zugeordnet.

## Galerien

### Entwicklungsstufen

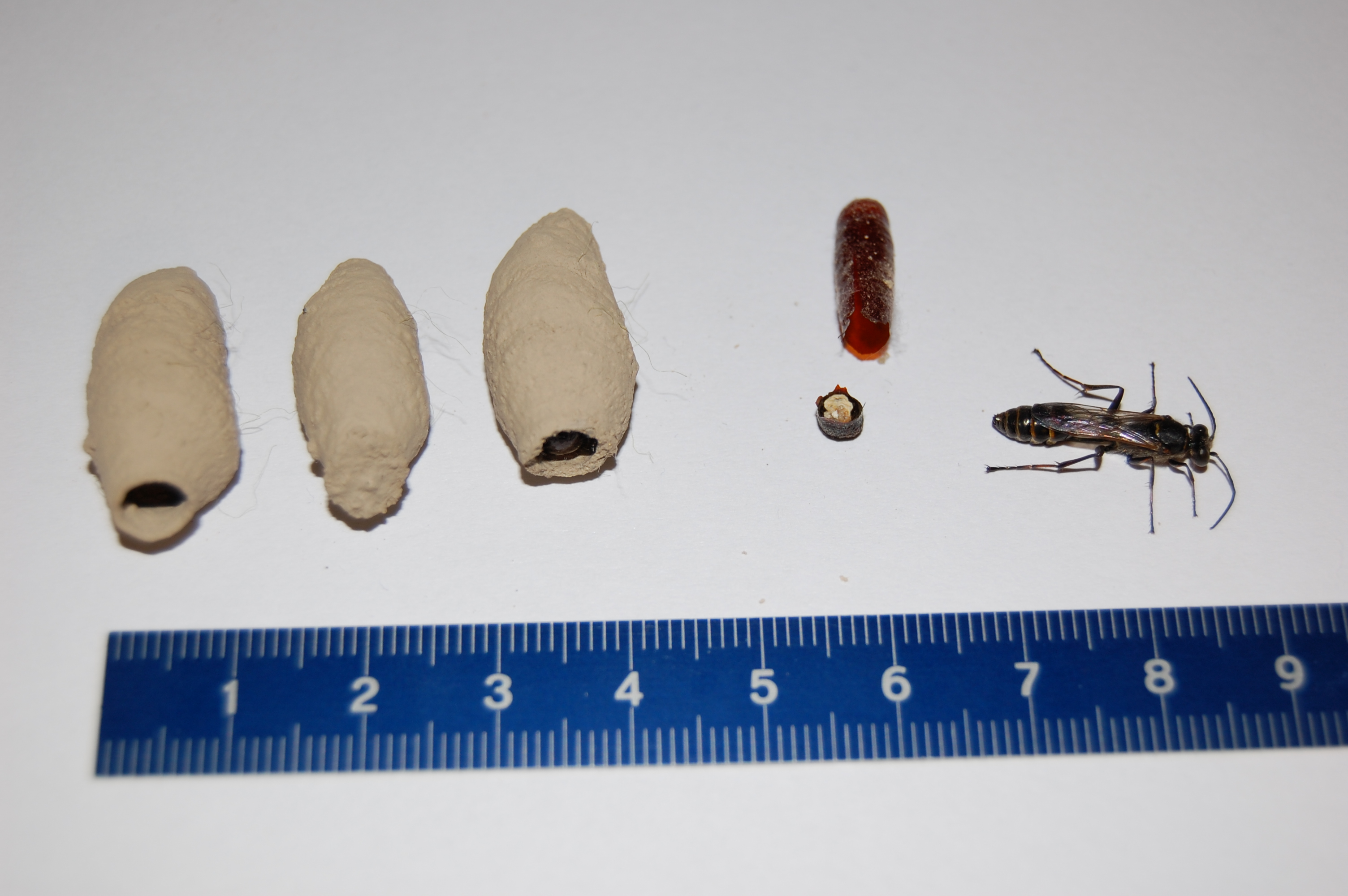
Verschiedene Stadien der Orientalischen Mauerwespe
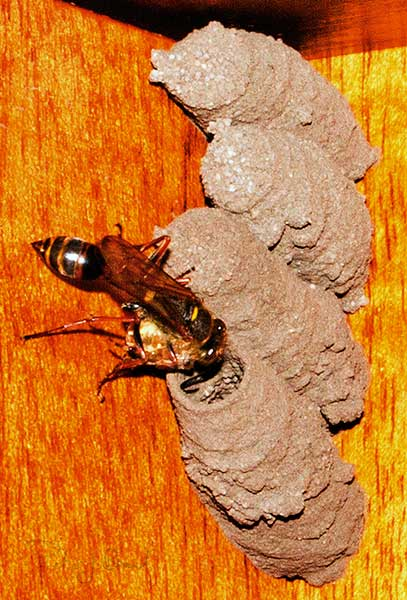
Orientalische Mauerwespe beim Nestbau
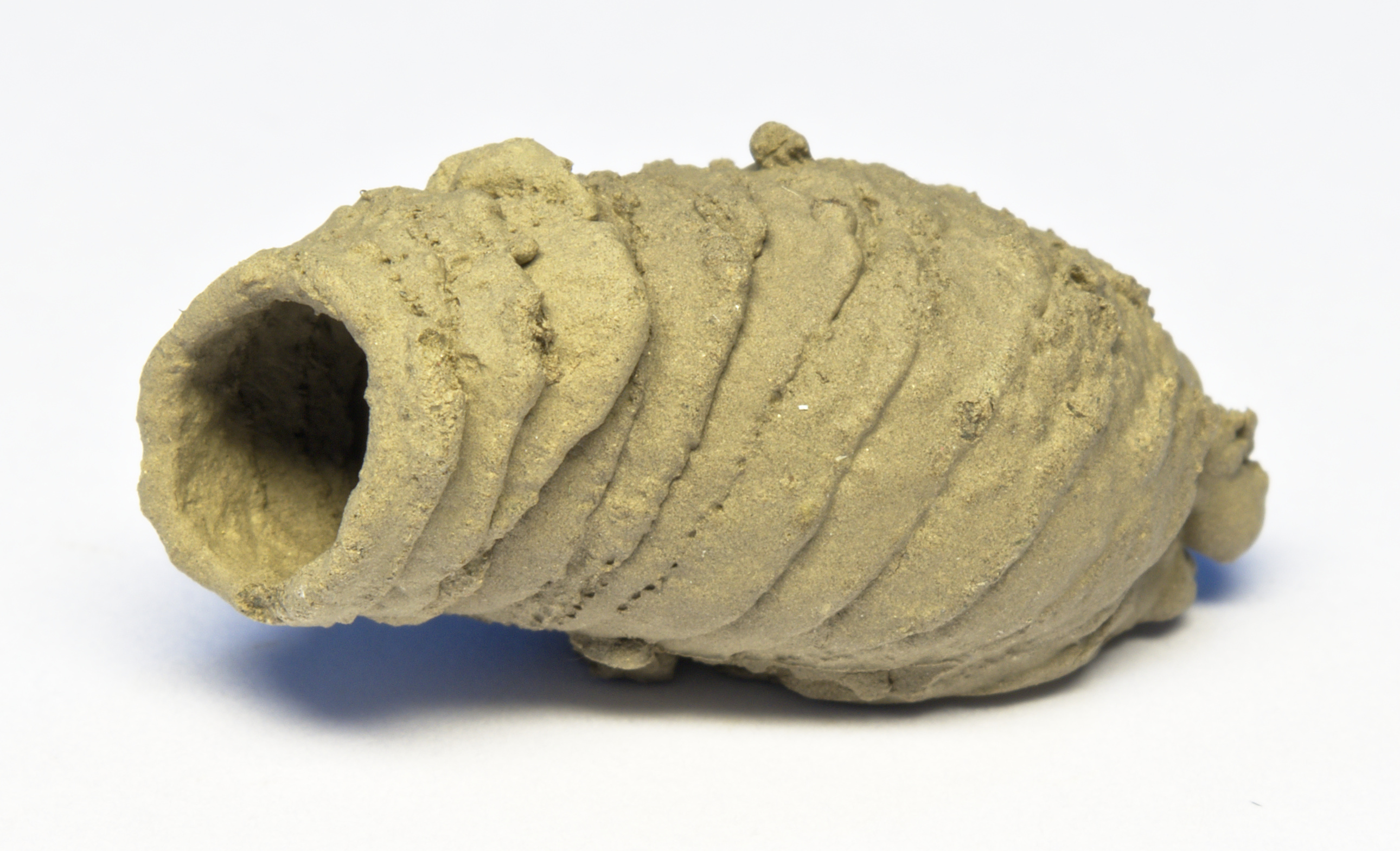
Bezugsfertige Brutzelle
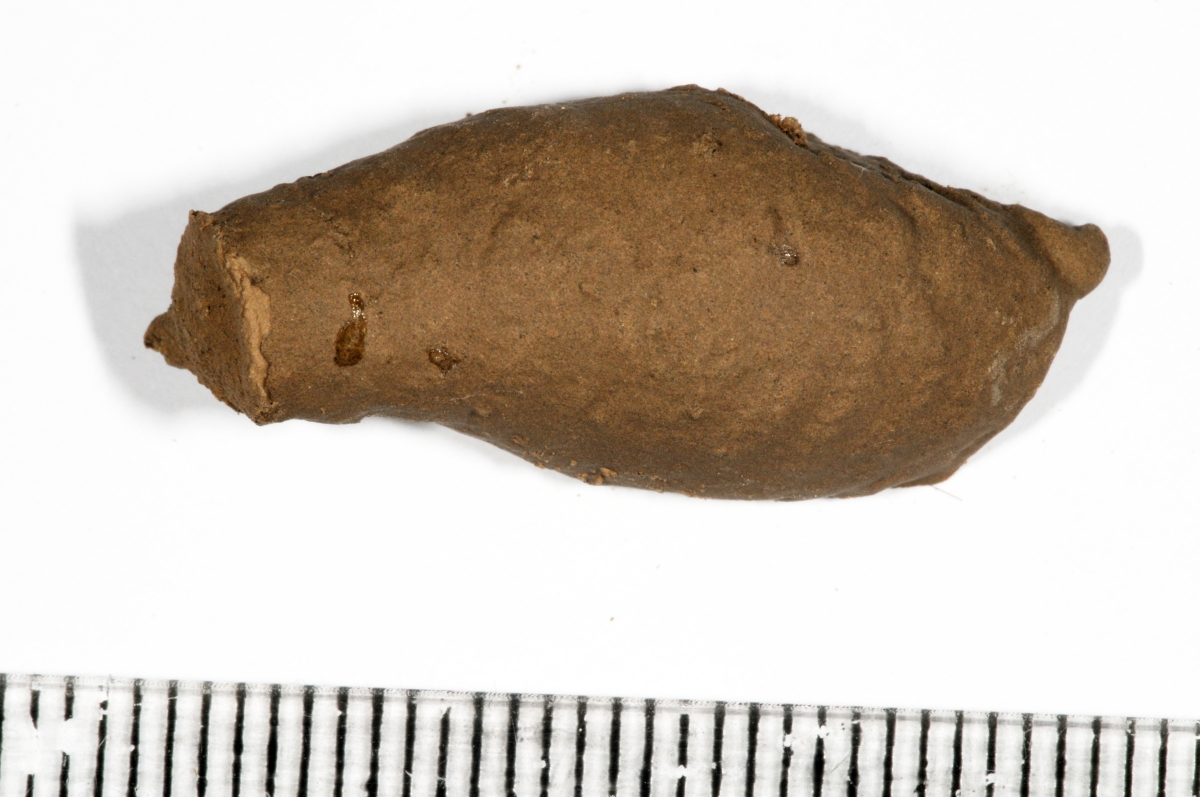
Verschlossene Brutzelle
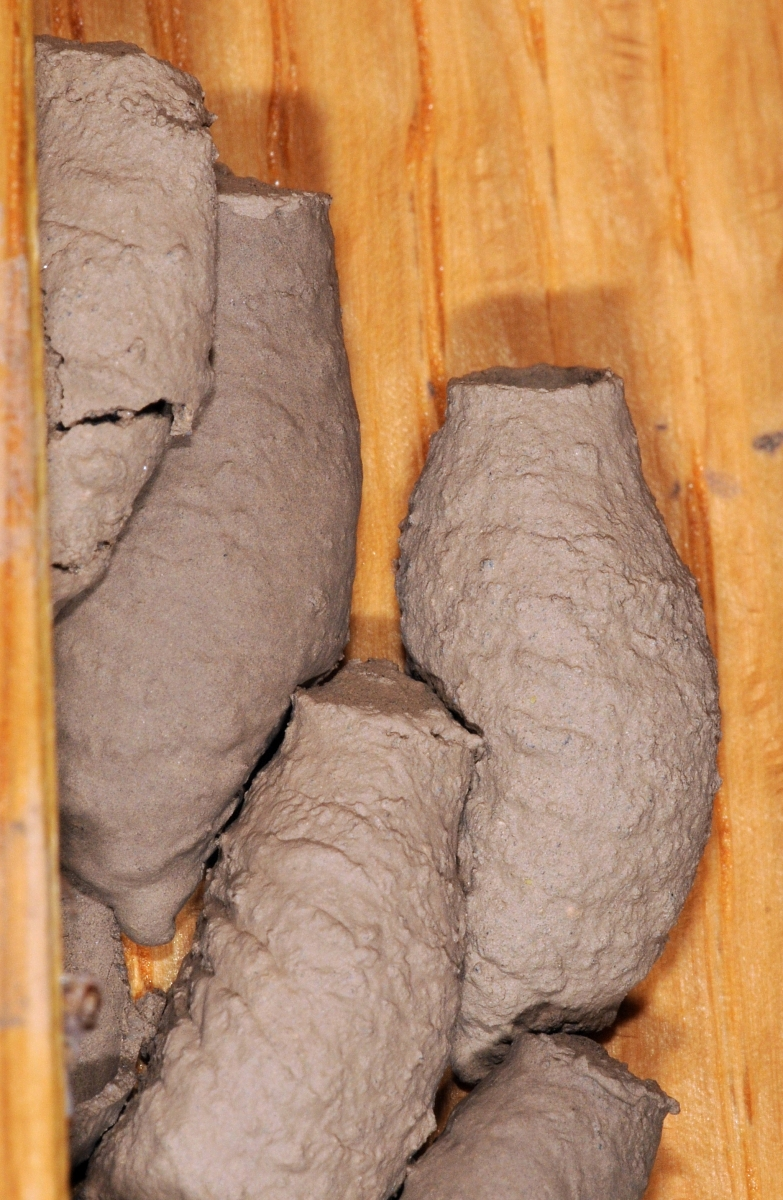
Detail mehrerer Brutzellen
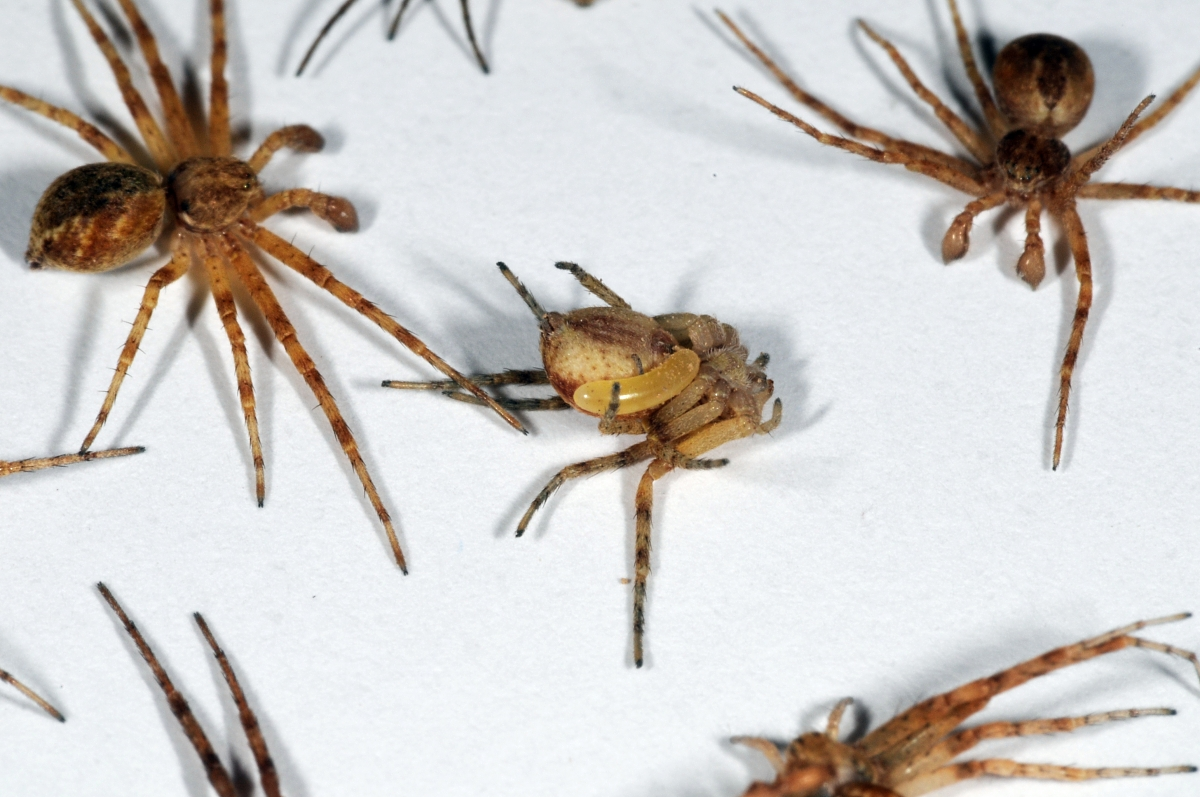
Detail einiger betäubter Spinnen mitsamt einem Ei der Wespe auf einem Exemplar
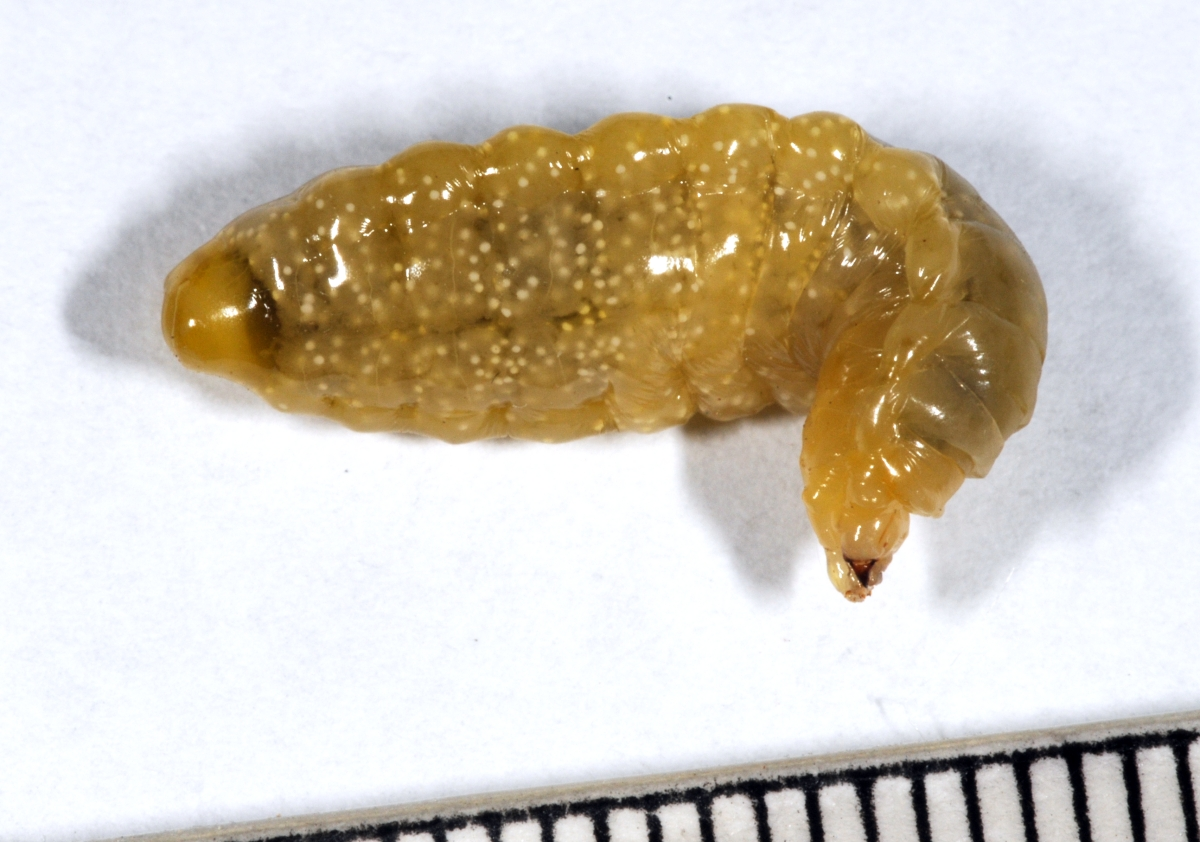
Weitere Ansicht einer Larve
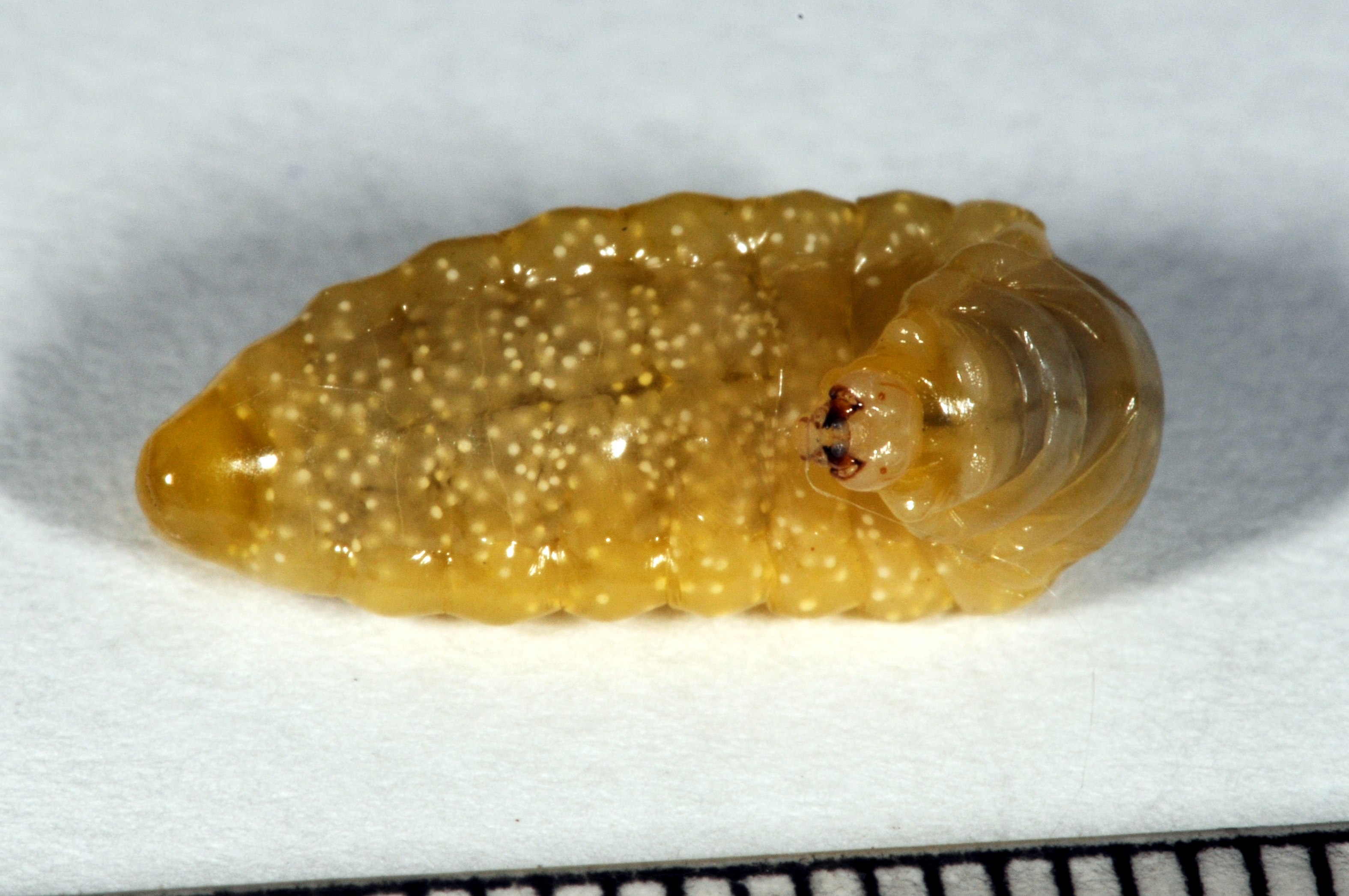
Ventralsicht einer Larve
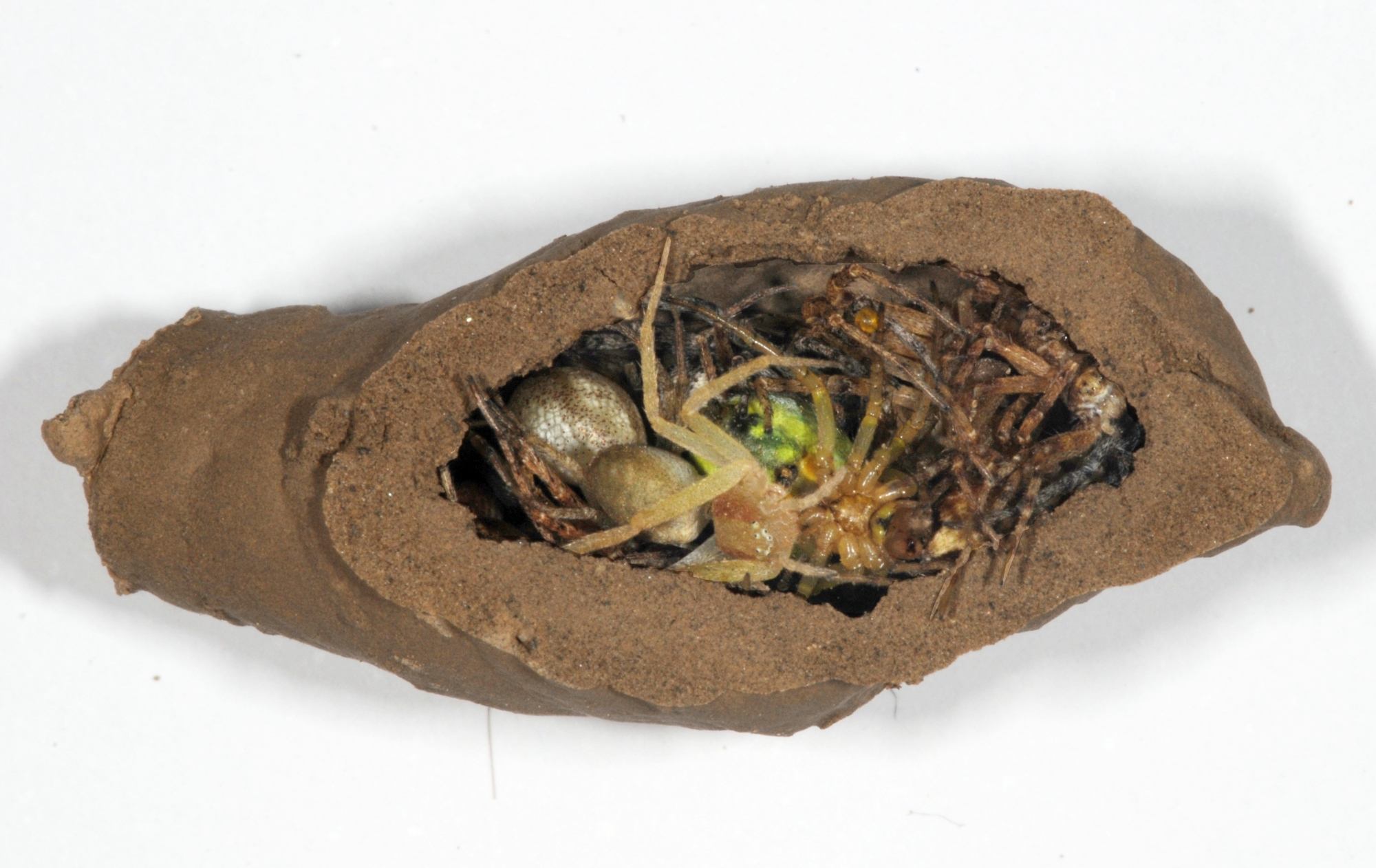
Geöffnete Brutzelle mit mehreren Spinnen
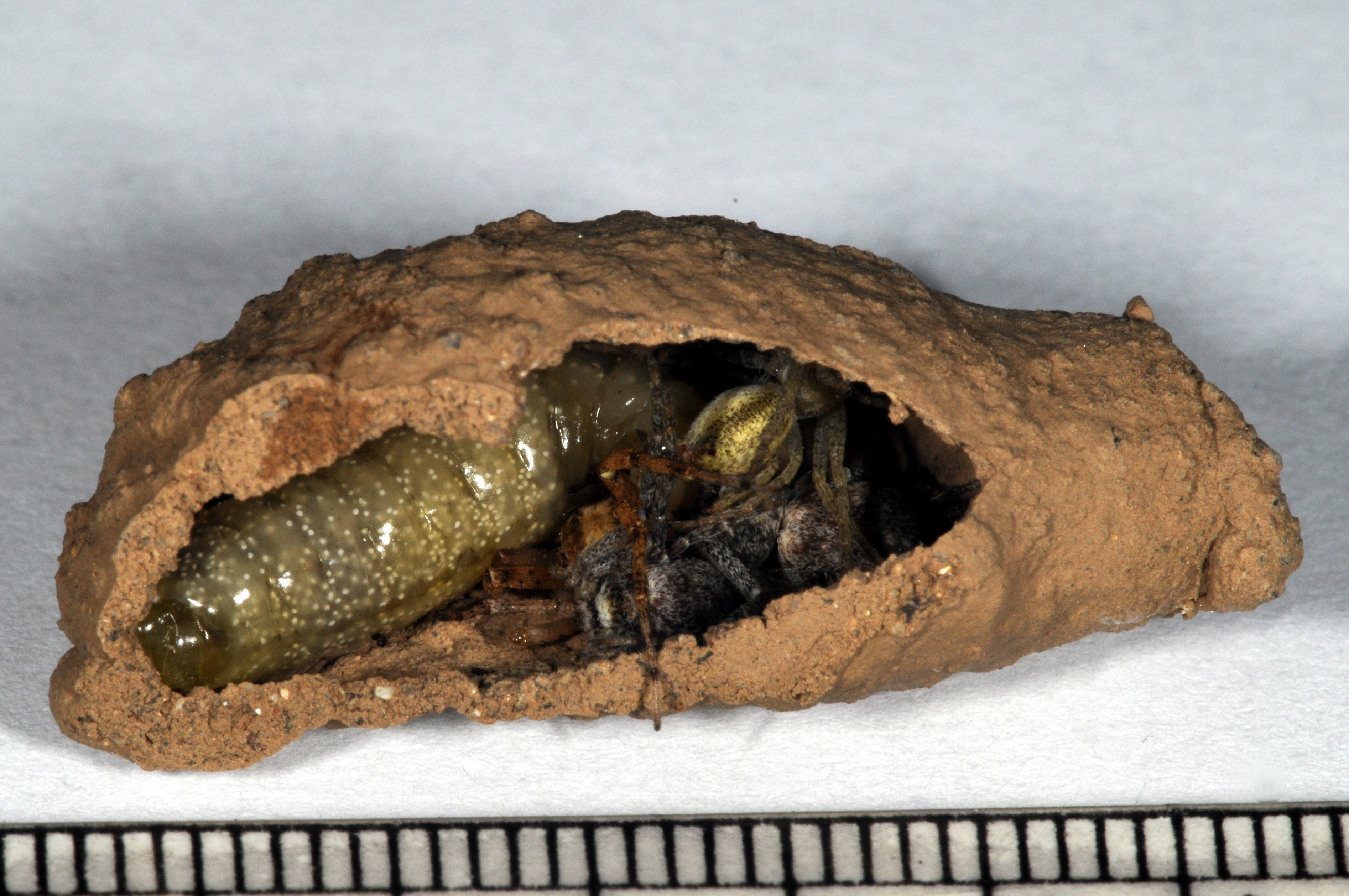
Dito, mit Larve
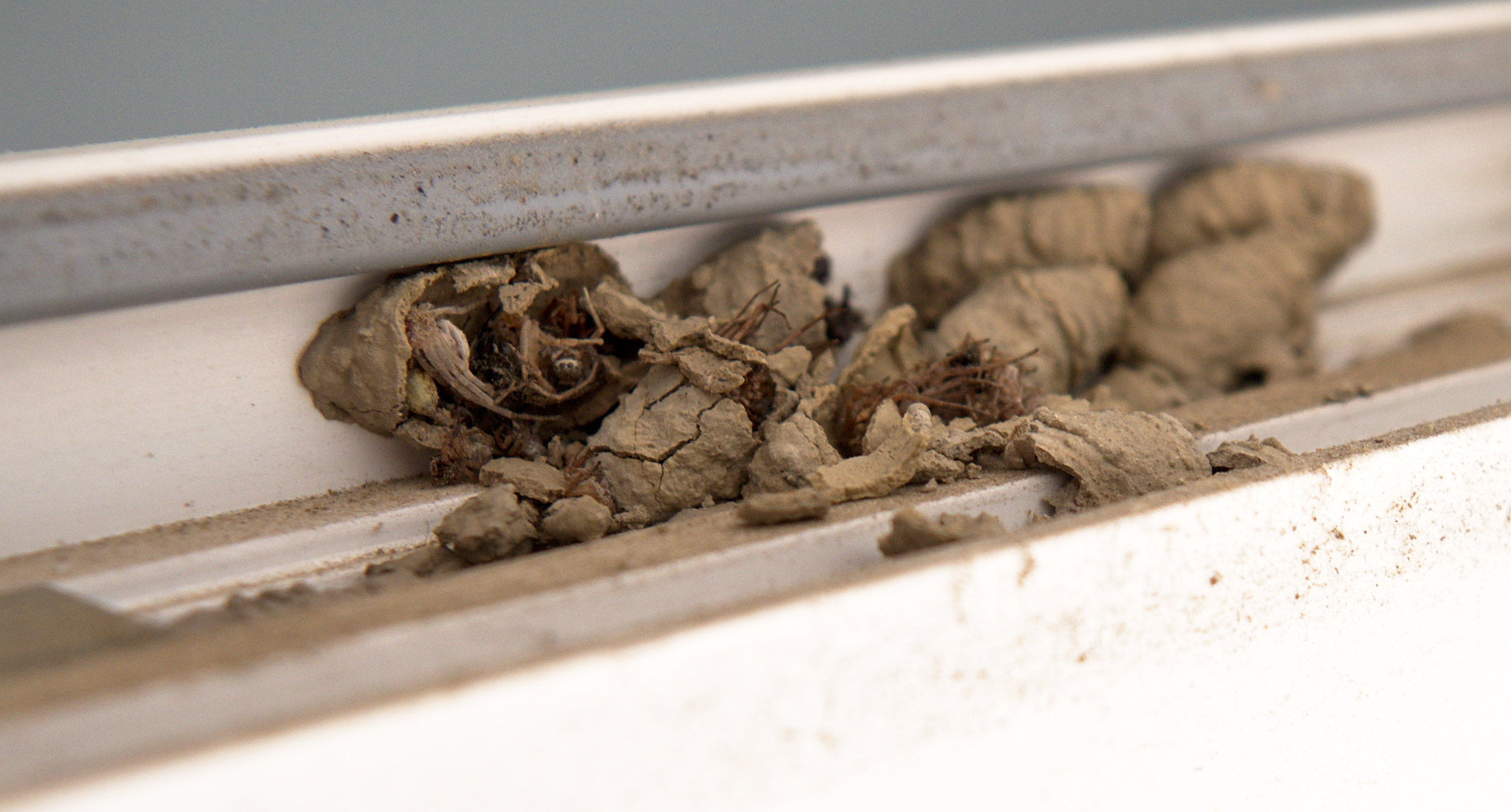
Zerbrochene Brutzellen
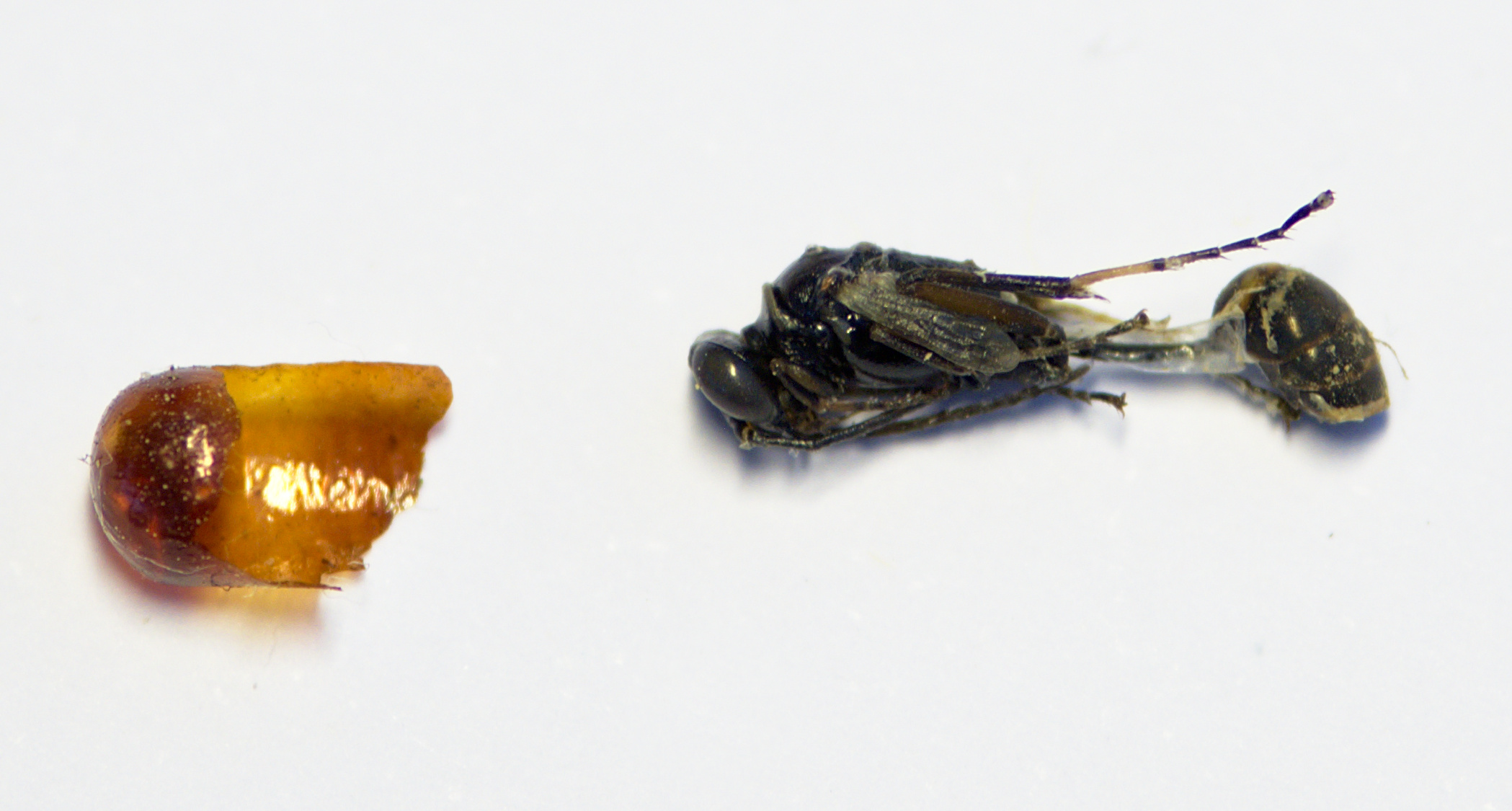
Frisch geschlüpfte Imago und der Überrest der Puppenkapsel

### Imagines

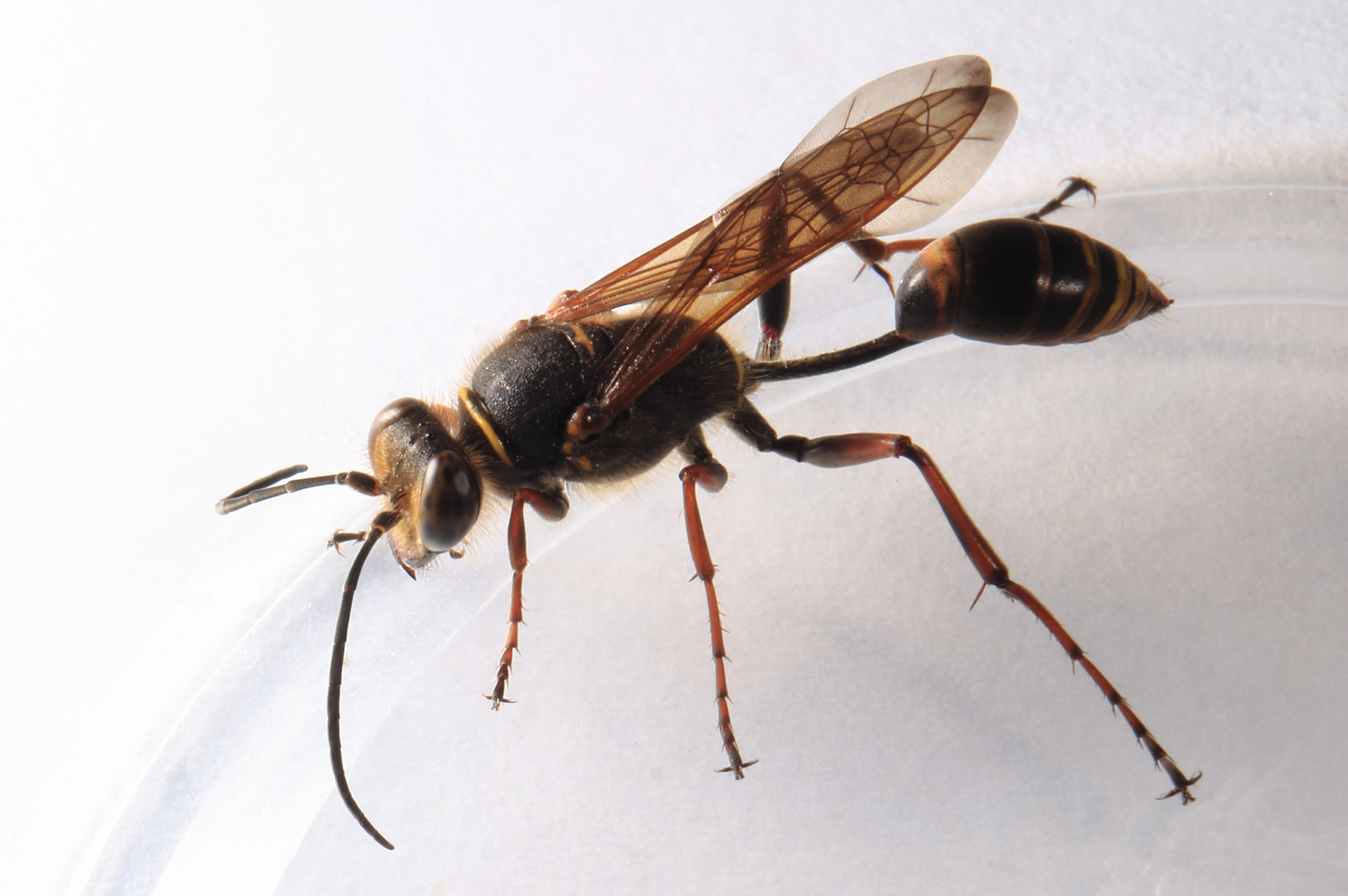
Exemplar im Kreis Heilbronn
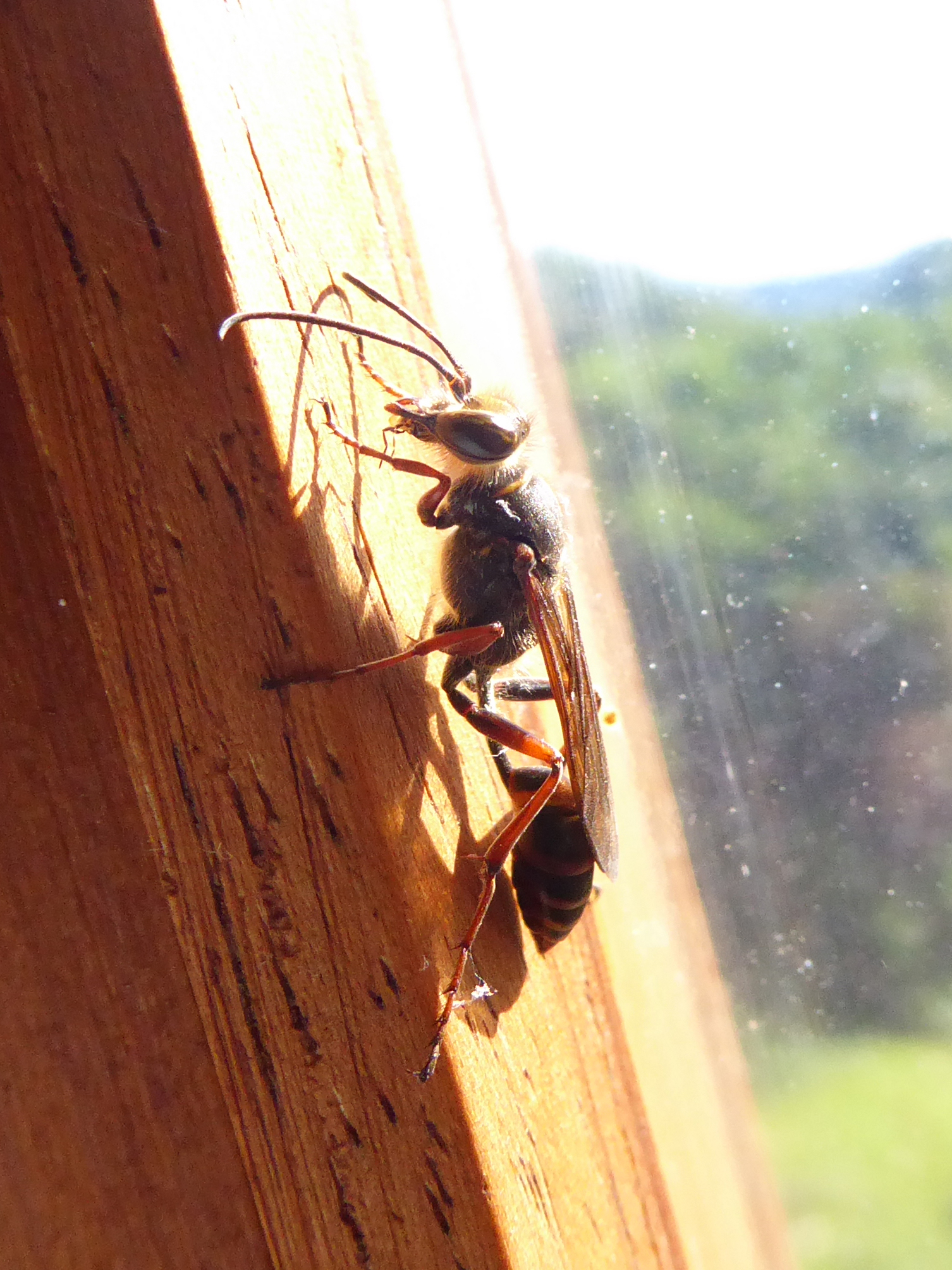
Lateralsicht des bereits gezeigten Exemplars aus Italien
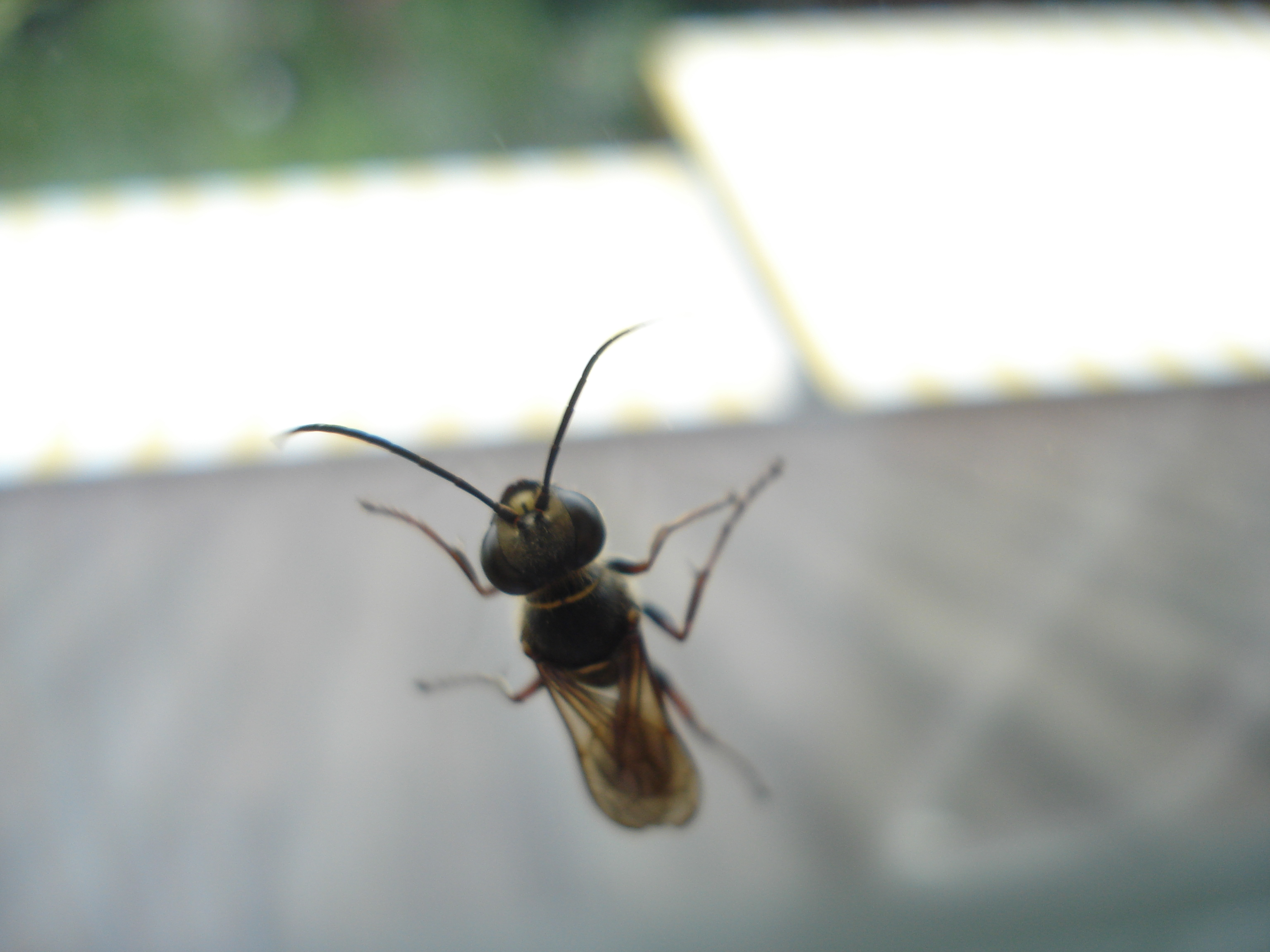
Frontalansicht eines Exemplars bei der Marktgemeinde Brunn am Gebirge (Bezirk Mödling, Niederösterreich)
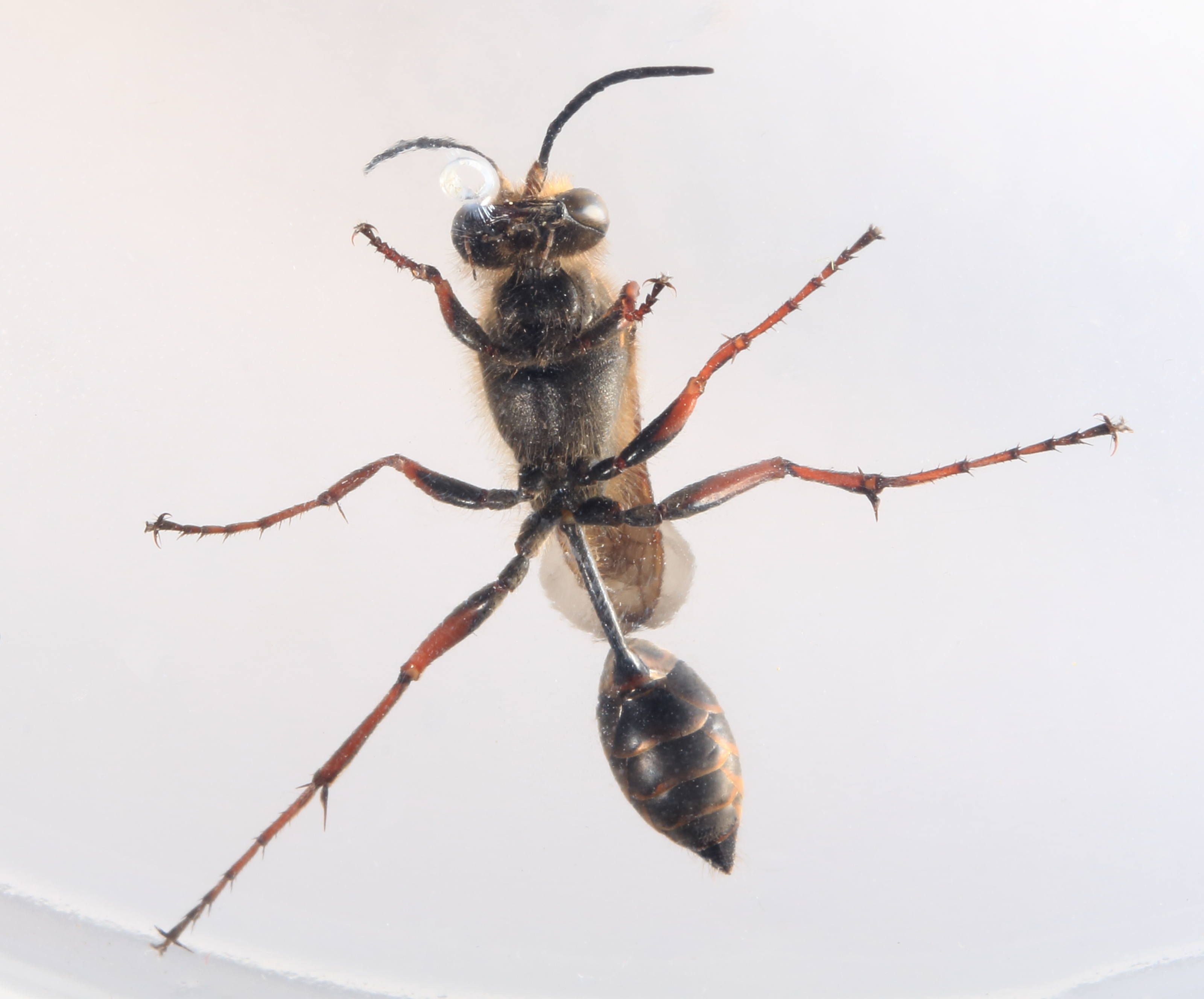
Ventralsicht des Exemplars aus dem Kreis Heilbronn
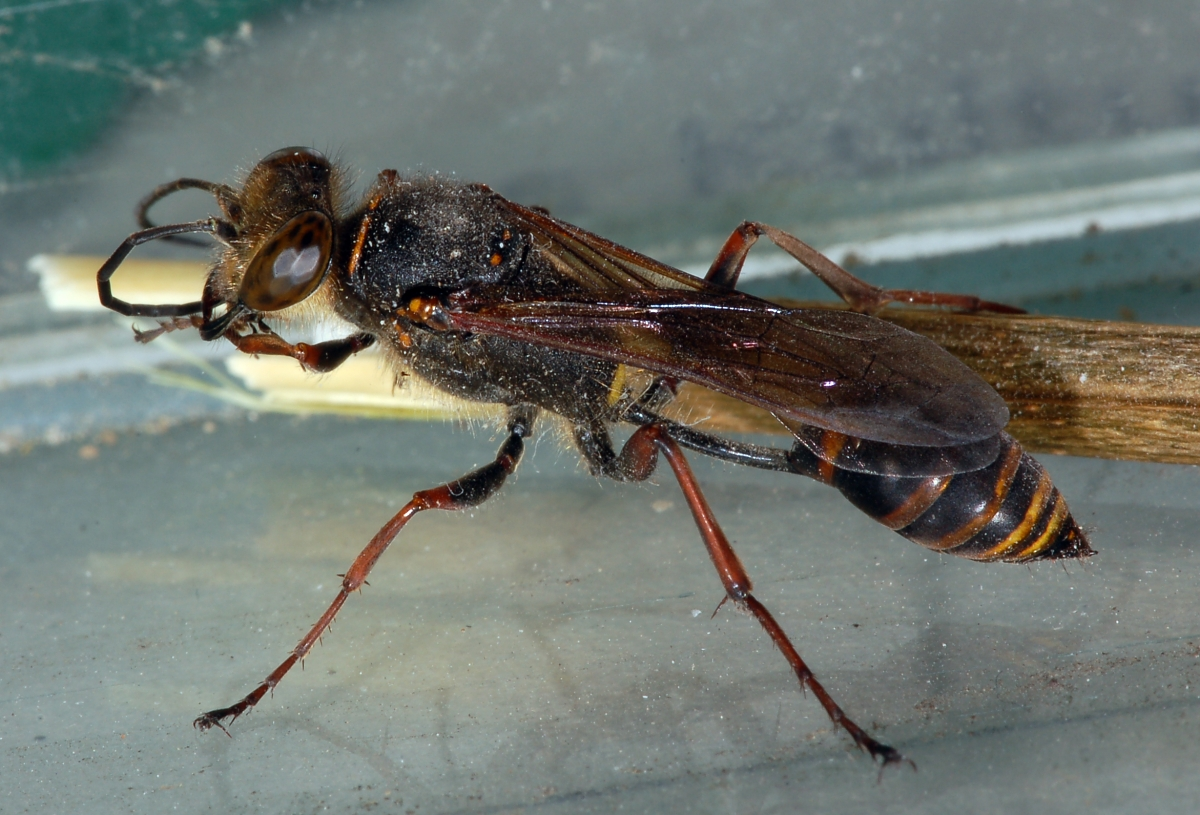
Orientalische Mauerwespe in Wiesbaden
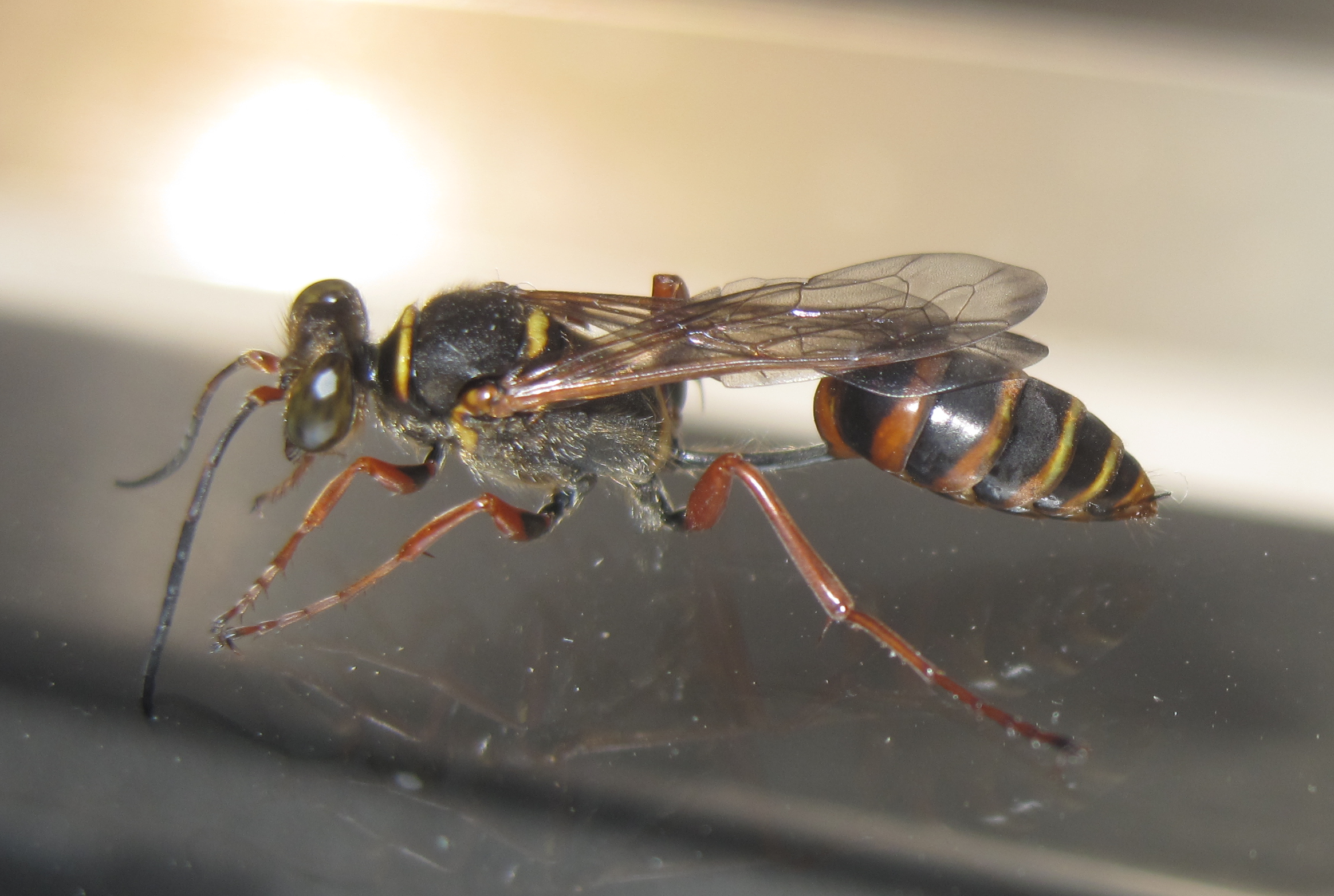
Wespe in der Ortsgemeinschaft Platamonas in Griechenland
Weiterer Fund in der Hauptstadt von Belarus, Minsk
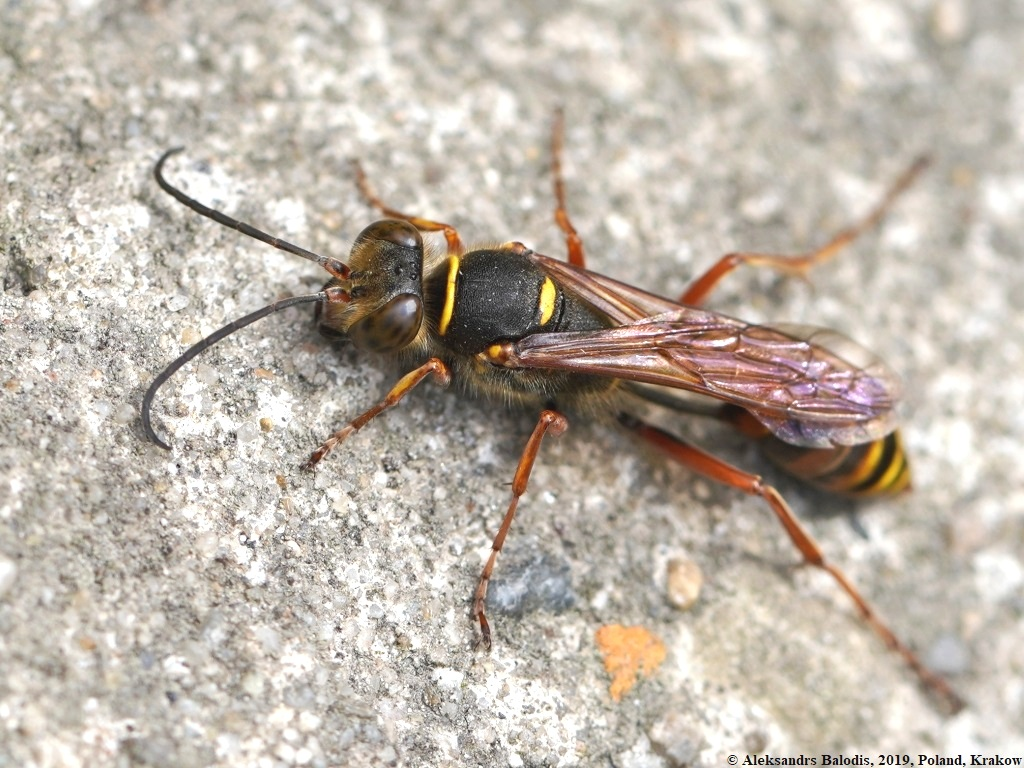
Sichtung in der polnischen Stadt Krakau, selbiges Exemplar wie das gezeigte in der Taxobox.
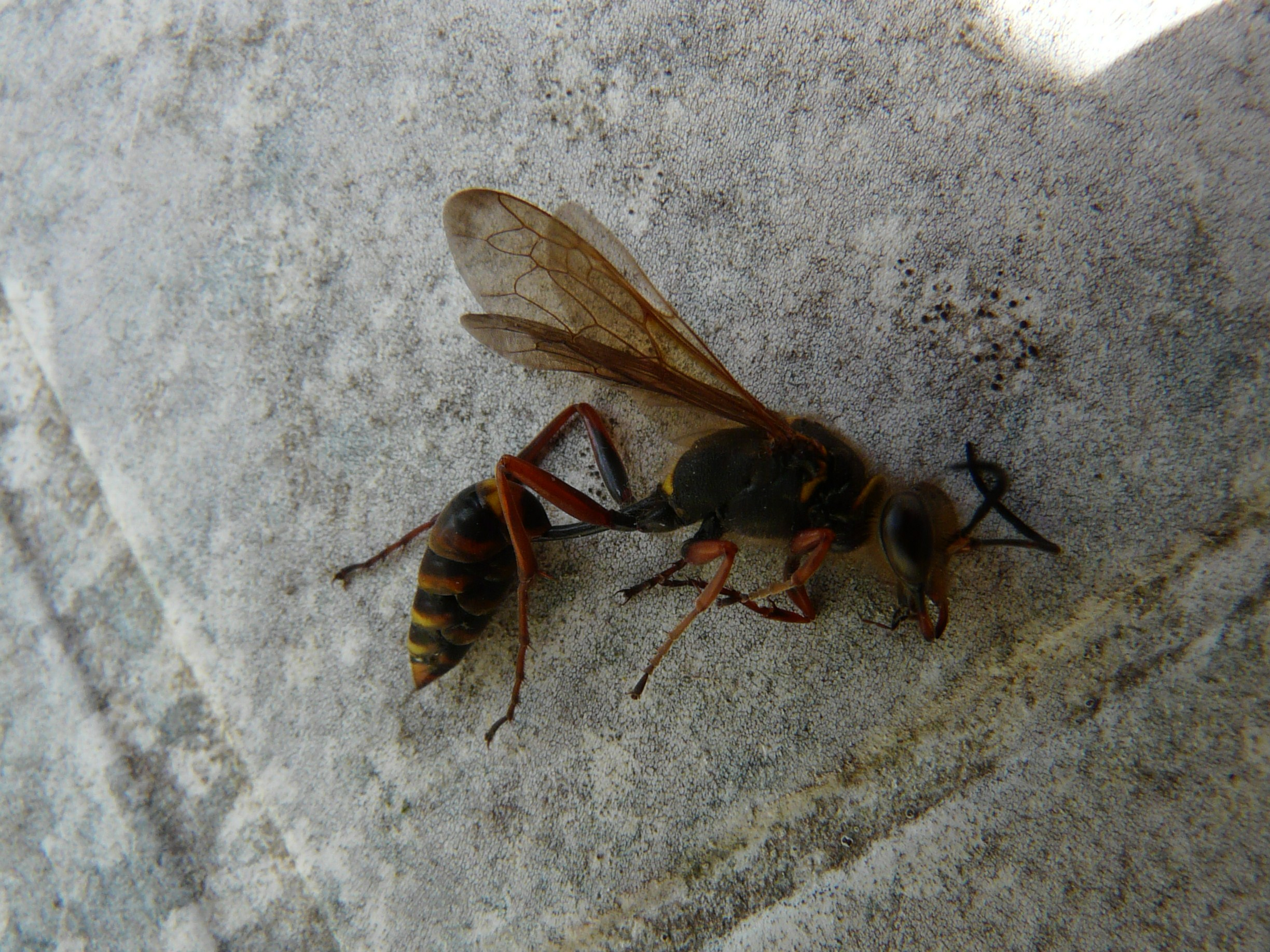
Totfund in der französischen Stadt Périgueux (Département Dordogne, Region Nouvelle-Aquitaine)